# Museo

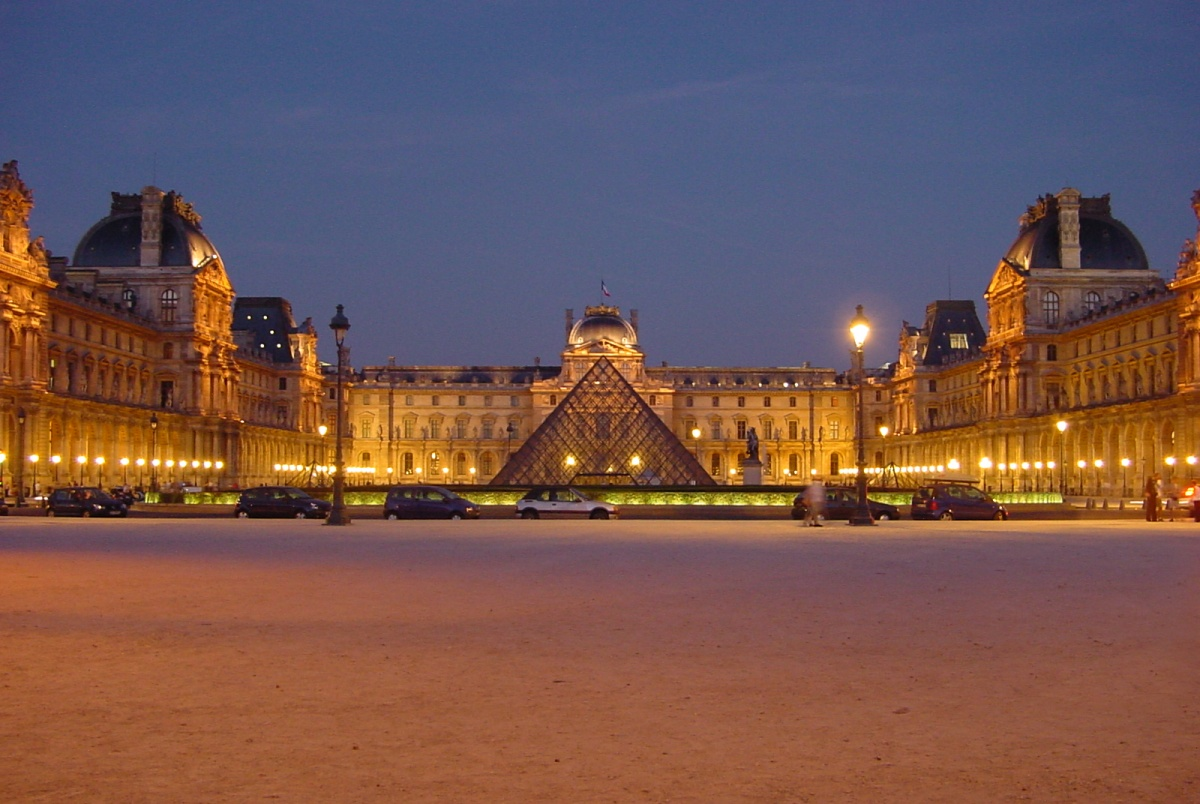
El Louvre (París), abierto en 1793, fue el museo más visitado del mundo en 2009.

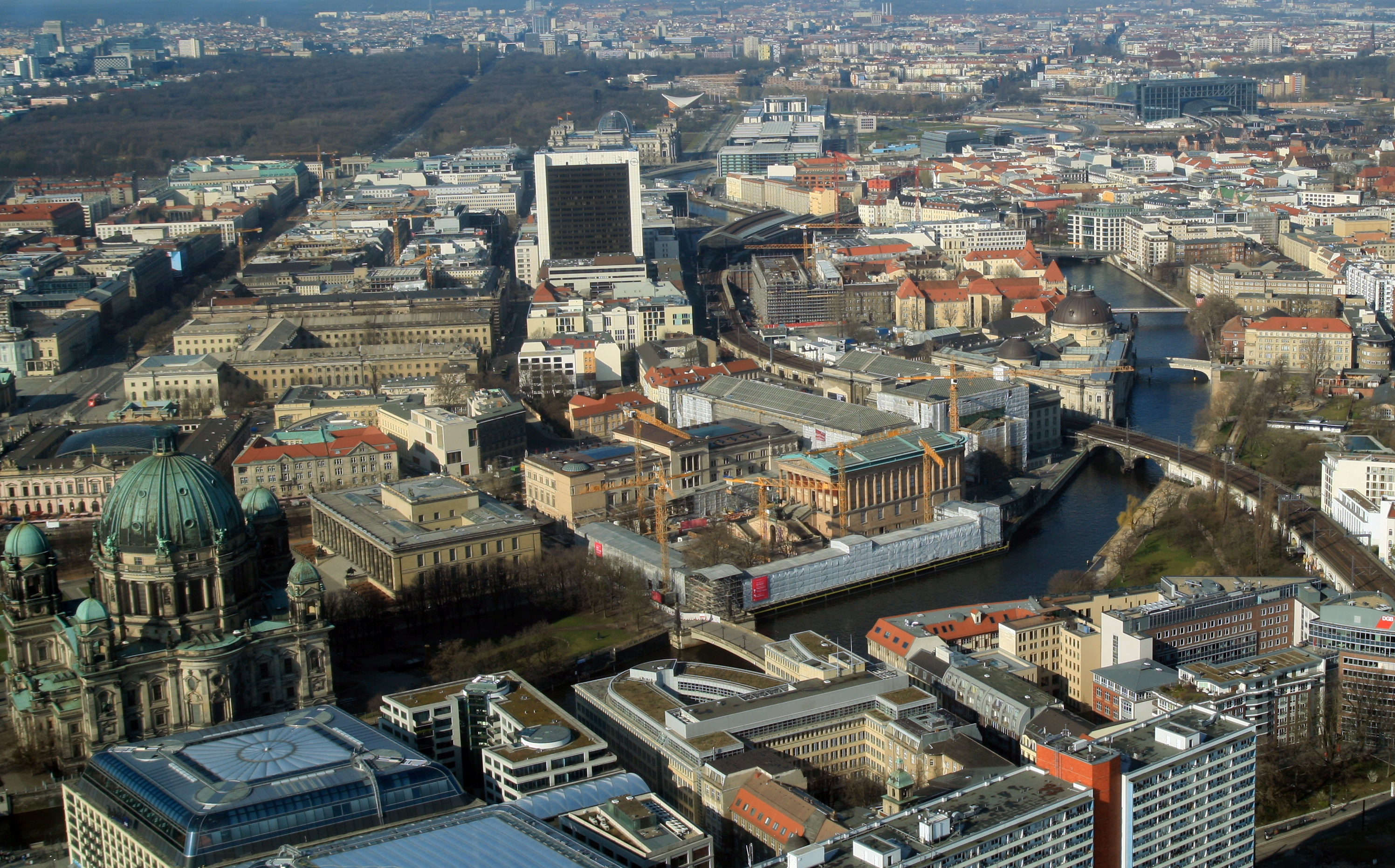
Isla de los Museos (Berlín). Patrimonio de la Humanidad.

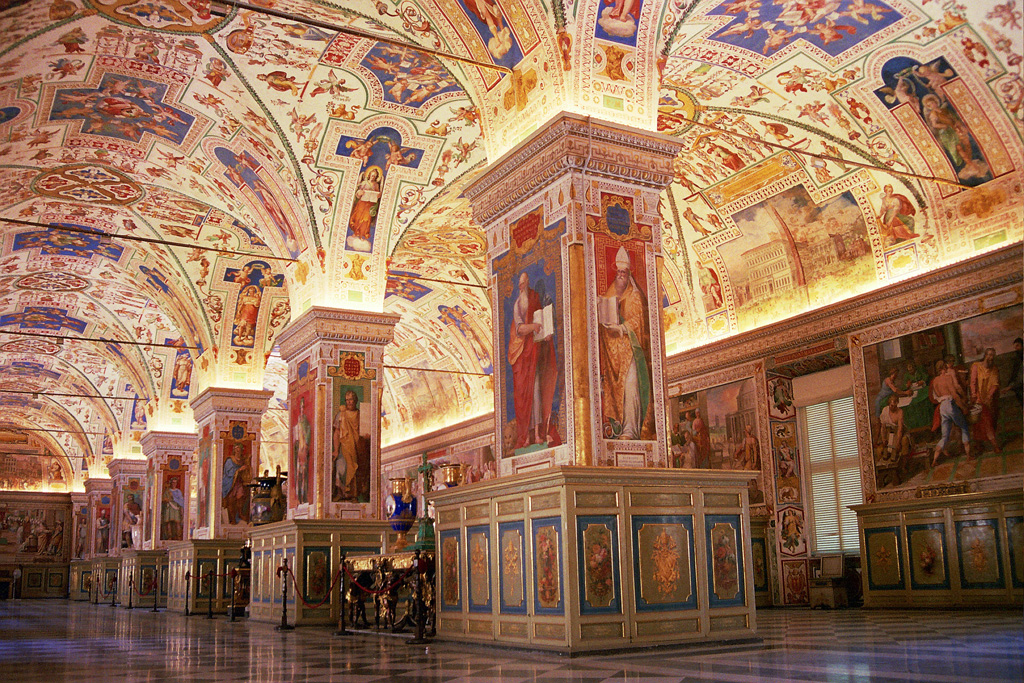
Museos Vaticanos en la Ciudad del Vaticano - Roma.

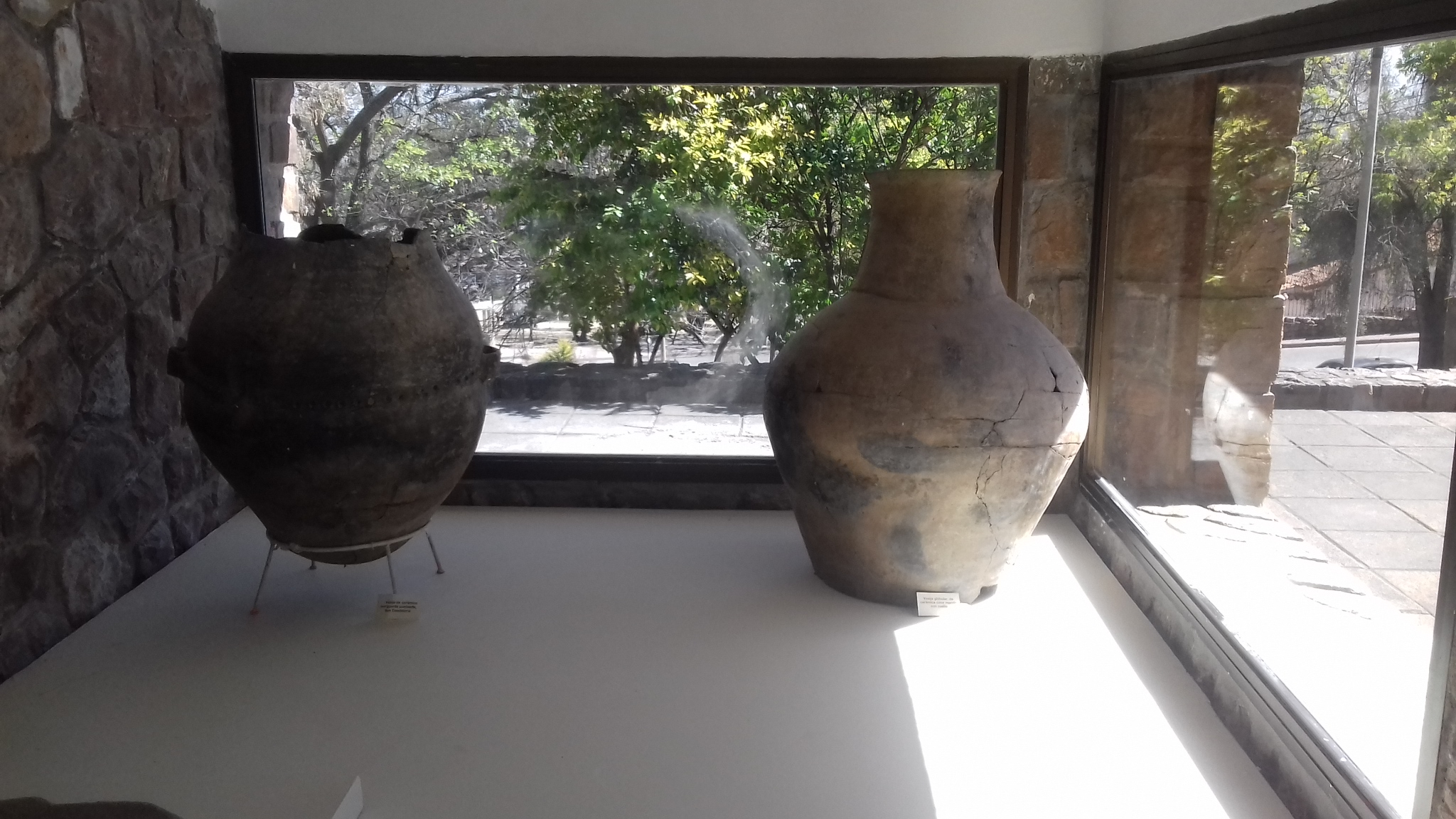
Vasijas de gran porte. Museo de Antropología de Salta

Un museo (del latín, musēum y este, a su vez, del griego, Μουσείον, 'santuario de las musas') es una institución sin ánimo de lucro, permanente y al servicio de la sociedad, que investiga, colecciona, conserva, interpreta y exhibe el patrimonio material e inmaterial. Abiertos al público, accesibles e inclusivos, los museos fomentan la diversidad y la sostenibilidad. Con la participación de las comunidades, los museos operan y comunican ética y profesionalmente, ofreciendo experiencias variadas para la educación, el disfrute, la reflexión y el intercambio de conocimientos, según el Consejo Internacional de Museos (ICOM). La ciencia que los estudia se denomina museología, la técnica de su gestión museografía y la administración de los mismos, museonomía.
Los museos exponen colecciones, es decir, conjuntos de objetos e información que reflejan algún aspecto de la existencia humana o su entorno. Este tipo de colecciones, casi siempre valiosas, existen desde la Antigüedad: en los templos se guardaban objetos de culto u ofrendas que de vez en cuando se exhibían al público para que pudiera contemplarlos y admirarlos. Lo mismo ocurría con los objetos valiosos y obras de arte que coleccionaban algunas personas de la aristocracia en Grecia y en Roma; los tenían expuestos en sus casas, en sus jardines y los enseñaban con orgullo a los amigos y visitantes. Fue en el Renacimiento cuando se dio el nombre de "museo" tal y como hoy se entiende a los edificios expresamente dedicados la conservación y exposición de sus colecciones permanentes. Por otra parte están las galerías de arte, donde se muestran pinturas y esculturas, en exposiciones temporales, sin que necesariamente posean colecciones permanentes. Su nombre deriva de las galerías (de los palacios y castillos), que eran los espaciosos vestíbulos de forma alargada, con muchas ventanas o abiertos y sostenidos por columnas o pilares, destinados a los momentos de descanso y a la exhibición de objetos de adorno, muchas veces obras de arte.
Después de la Primera Guerra Mundial (1918) surgió la Oficina Internacional de Museos, que articuló los criterios museográficos cuyos programas y soluciones técnicas son vigentes hoy en día. En 1945 nació el Consejo Internacional de Museos (ICOM, por sus siglas en inglés) y en 1948 aparece la publicación periódica Museum mediante la cual se difunden hasta hoy en día las actividades de los museos en el mundo.
Un museo en la actualidad es un establecimiento complejo que requiere múltiples cuidados. Suele tener una amplia plantilla de trabajadores de las más diversas profesiones. Generalmente cuentan con un director y uno o varios conservadores, además de restauradores, personal de investigación, becarios, analistas, administradores, conserjes, personal de seguridad, entre otros. Los expertos afirman que el verdadero objetivo de los museos debe ser la divulgación de la cultura, la investigación, las publicaciones al respecto y las actividades educativas. En los últimos años ha surgido la idea de las exposiciones itinerantes en las que museos de distintas ciudades aportan algunas de sus obras para que puedan verse todas reunidas en un mismo lugar.
Actualmente existen una gran variedad de museos: museos de arte, museos históricos, museos de cera, museos de ciencias y técnica, museos de historia natural, museos dedicados a personalidades y museos arqueológicos, por nombrar solo algunos.
En 1977 la ONU declaró el 18 de mayo como Día Internacional de los Museos.

## La invención del museo

### El origen: el Museion de Alejandría (280 a.C.)
Etimológicamente, el término museo proviene del griego museion, templo y lugar dedicado a las musas, las divinidades inspiradoras de la música y el arte. Este término designa al primer «museo» construido en Alejandría alrededor del 280 a. C. por Ptolomeo I Sóter, fundador de la dinastía griega de los lagidas en Egipto. Era un conjunto que servía como santuario y centro de investigación intelectual:
- en el nivel material, incluía una gran sala de  coloquio, pórticos y un cenáculo para las comidas. De manera totalmente accesoria, se instala allí la primera colección de obras de arte.
- pero en esa época (siglos III-II a. C.), albergaba sobre todo un colegio de eruditos pensionados por el mecenazgo real, dispensados de las preocupaciones de la subsistencia para dedicarse al estudio. Los estudiosos que lo frecuentaban (filósofos peripatéticos, filólogos, matemáticos, astrónomos, geógrafos, poetas) podían utilizar una biblioteca (la igualmente famosa Biblioteca de Alejandría), así como los jardines botánicos y zoológicos, el observatorio astronómico o el laboratorio anatomía. Observaban allí la naturaleza y los textos. Lugar de investigación y de estudio, el museion retomaba los preceptos del Liceo de Aristóteles en Grecia y hará de Alejandría el principal centro intelectual de la época helenística. Pero con la quema de la biblioteca de Alejandría, el monumento museion desapareció y con él, las prácticas que albergaba.

Los escritores latinos señalan la existencia de un significado adicional de "museo". Todo parece indicar que así llamaban en la antigüedad romana a unas grutas con unas características especiales, y que, situadas dentro de las villas, sus propietarios las utilizaban para retirarse a meditar.
Hay incluso museos más antiguos, el museo de Ennigaldi-Nanna, construido por la princesa Ennigaldi al final del Imperio neobabilónico. El sitio data de ca. 530 a. C., y contenía artefactos de civilizaciones mesopotámicas anteriores. Cabe destacar que en el sitio se encontró una etiqueta de tambor de arcilla — escrita en tres idiomas— que hace referencia a la historia y al descubrimiento de un objeto de museo.

### La emergencia del «museo»

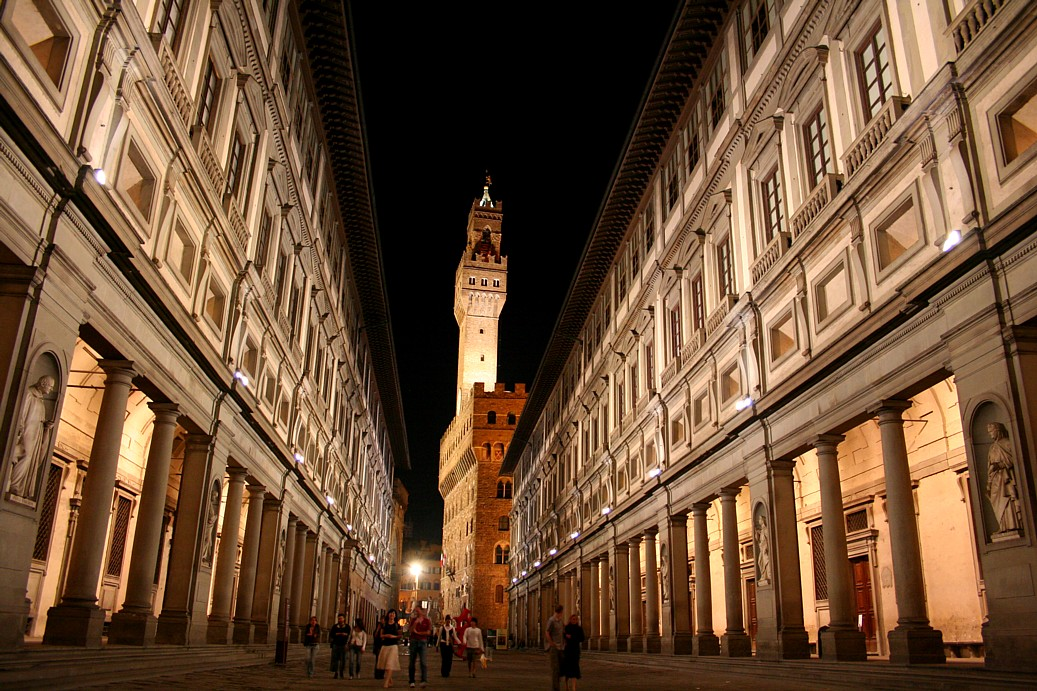
Galería Uffizi (Florencia).

Fue en el Renacimiento, especialmente en Italia, donde se llamó «museum» a las galerías donde se reunían obras de arte: la palabra museo conservó (en su forma latina, museum) la idea de lugares habitados por las musas. Pero el significado que renació se volvió más preciso en Italia en la segunda mitad del siglo XV: los príncipes italianos fueron los primeros en considerar la idea de una colección de pinturas y de esculturas, reunidas, ofrecidas a la mirada de los viajeros y artistas en los patios y en los jardines, y después en las galerías (amplios pasillos que conectaban entre sí distintas edificaciones). Asociaron las nociones de obra de arte, de colección y de público (muy limitado al principio porque concernía únicamente a los invitados de los príncipes, o muy a menudo a otros príncipes...), prefigurando el concepto de «museo de las artes».
Erasmo en el diálogo Ciceronianus (1528) describió los museos de Roma en ese momento: «Si por casualidad te sucediera ver en Roma los «museos» de los ciceronianos, haz un esfuerzo de memoria, te lo ruego, para acordarte dónde podrías haber visto la imagen del Crucificado, de la Santísima Trinidad o de los Apóstoles. Habrás encontrado en cambio en todas partes los monumentos del paganismo. Y en cuanto a las pinturas, Júpiter corriendo en forma de lluvia dorada por el pecho de Dánae capta más los ojos que el Arcángel Gabriel anunciando a la Santísima Virgen su divina concepción».
A finales del siglo XVIII, la palabra «museum» fue abandonada en favor de la de «museo» (aunque es de notar que en el caso de Francia, si bien la palabra para «museo» es musée, la palabra muséum ha sido conservada en francés como un sinónimo de «museo de historia natural»).
El museo y la colección pública, tal como se conocen hoy, son una invención del siglo XVIII y se pueden considerar como el fruto de la Ilustración. En Francia, además de las varias colecciones reales abiertas excepcionalmente a la visita de los privilegiados, se formó en 1540 una «colección pública» en Lectoure (Gers), hoy Musée Eugène-Camoreyt de Lectoure. Contaba con una veintena de altares taurobólicos y algunas pocas estelas y otros monumentos epigráficos descubiertos cuando se trabajaba en el coro de la catedral y que luego fueron fijados en los pilares del Ayuntamiento desde 1591 hasta 1840. La primera colección pública de antigüedades romanas se presentó en 1614 en el Ayuntamiento de Arlés, seguida del acondicionamiento de la cercana y gran necrópolis de Alyscamps en 1784. Pero hasta 1694 no se inauguró el primer museo público en Francia como tal, establecido así en sus estatutos: será en Besançon (en el Franche-Comté), el Musée des beaux-arts et d'archéologie de Besançon. En el resto del país, fue la Revolución la que realmente estableció los primeros museos modernos, para poner a disposición de los ciudadanos las obras de arte de las colecciones reales o las confiscadas a los nobles y a las congregaciones religiosas. El museo, el lugar oficial de la exposición de arte, se convirtió en el centro de la vida de la ciudad. En París, el palacio del Louvre fue elegido para convertirse en museo en 1793, después de una primera presentación de los tableaux du roi en el palacio de Luxemburgo de 1750 a 1779.
Institución pública inicialmente, el «museo» pretende hacer accesible todo el patrimonio colectivo de la Nación, la idea de belleza y del conocimiento a través de una selección de objetos. El museo muestra el arte, pero también las ciencias, tecnología, historia y todas las nuevas disciplinas que traían progreso y modernidad.

## Desarrollo histórico de los «museos»

### De la Antigüedad a la Edad Media
Las primeras colecciones del arte aparecen en los peristilos de los templos antiguos. Delfos, la ciudad de los oráculos, se vanagloriaba de poseer un tesoro de esta especie repartido en tantas salas como pueblos diferentes había: el templo de Juno, en Samos, y la Acrópolis de Atenas estaban llenos de obras maestras del arte. Los sucesores de Alejandro Magno se esforzaron en reunir esculturas de todas clases. Con ellas hacían más ostentosas sus marchas de triunfo y además las empleaban en el embellecimiento de sus capitales: el arte, en estas ocasiones, daba vida y movimiento a la escena.
Roma siguió este ejemplo. Las imágenes de los dioses de los pueblos vencidos formaron parte del cortejo del vencedor y llegaban a la vez que los prisioneros. Entre los emperadores romanos, Nerón hizo llegar desde Delfos 500 estatuas para adornar su palacio imperial y aumentar el lujo y la pompa del mismo. Los edificios públicos y los palacios se adornaban con gusto y el arte se mezclaba allí con la naturaleza viva.
En la Edad Media, el coleccionismo hizo su aparición, gracias a los tesoros de las iglesias medievales y de los antiguos templos que los reyes y los nobles convirtieron en reservas de materiales preciosos. Sin mencionar los marfiles y los tapices que acompañaban a los nobles de castillo en castillo. Además, los retratos de una burguesía naciente difundieron en Europa el formato del cuadro, y las pinturas históricas de grandes dimensiones comenzaron a adornar las galerías de los castillos que se convirtieron en lugares de representación y poder desde el siglo XV. 

### Del Renacimiento alsigloXVIII

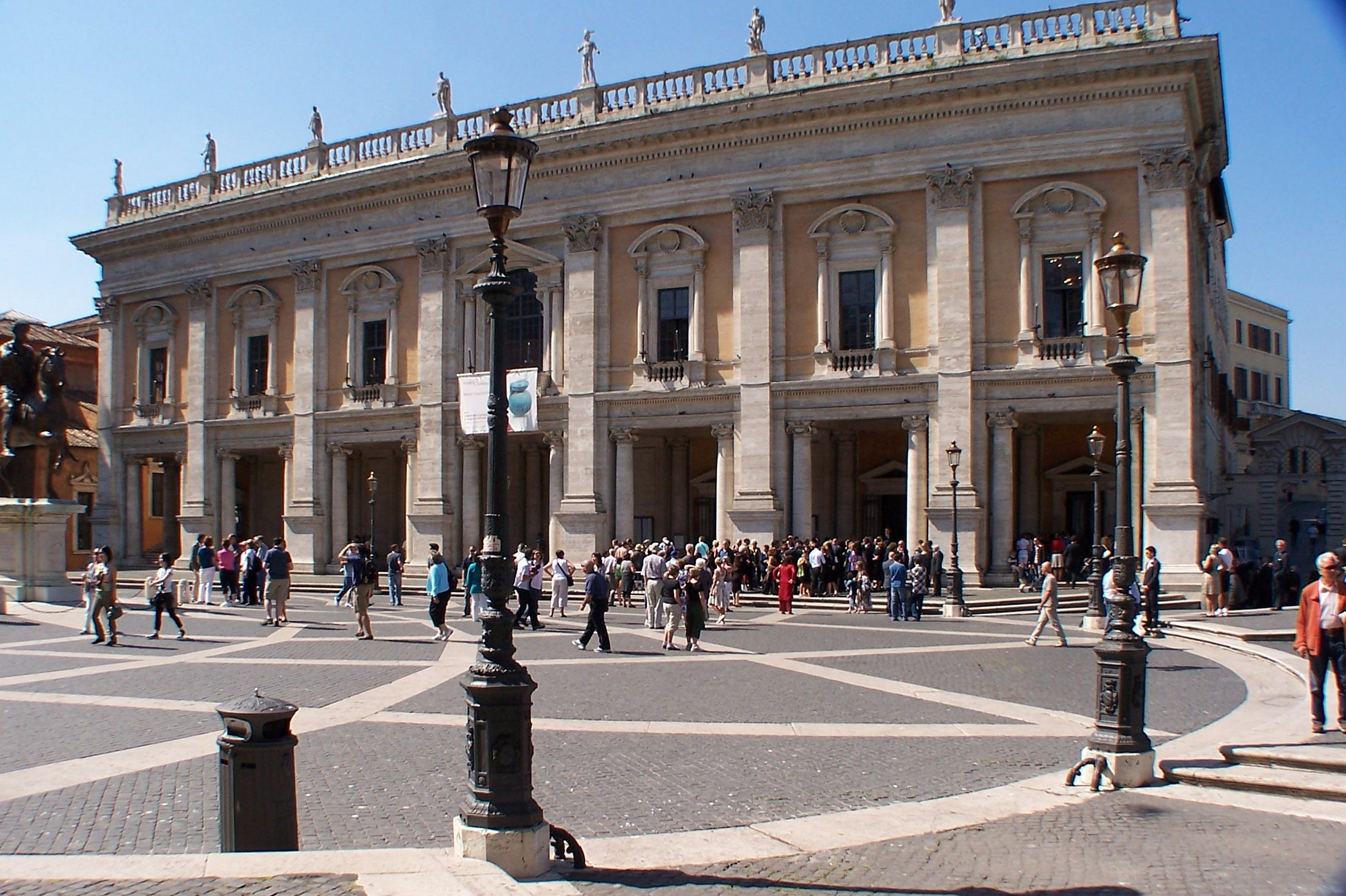
Museos Capitolinos, Roma

Al principio del siglo XV, Roma solo tenía cinco estatuas antiguas de mármol y una de bronce. Bien pronto se abrió en Florencia una nueva era para las artes que encabezaron los Médici. Fue en esa etapa del temprano Renacimiento cuando resurgió la idea de museo, un momento en el que se redescubrió la Antigüedad, particularmente a través de los textos de filósofos griegos y romanos (Platón, Aristóteles, Plutarco…). Mientras tanto, se descubrían en el subsuelo italiano materiales de la Antigüedad, incluidos restos de columnas, estatuas, jarrones, monedas, fragmentos grabados... que se comenzaron a coleccionar. Varias familias nobles romanas y del resto de Italia participaron de esta inclinación e instigaron algunas excavaciones que continuaron con perseverancia. En primer lugar los papas que, con Sixto IV, iniciaron las colecciones de los Museos Capitolinos en 1471; luego humanistas y príncipes, como Ciríaco de Anconao Niccolò Niccoli consejero de Cosme el Viejo de Medici, y también familias nobles como los Borghese, los Farnese o los Este; y finalmente, con el transcurso del tiempo, los ricos adinerados amantes de la cultura y la historia. Muchas colecciones de medallas y antigüedades se formaron por toda Italia. Al gusto por las medallas (es decir, monedas) se unió el de las piedras grabadas, y la familia de Este fue la primera que formó un gabinete de piedras grabadas, cuyas inscripciones suscitaban mucho interés y curiosidad. Luego se encapricharon de las estatuas —que permanecieron largo tiempo como adorno en las bibliotecas y salones de los palacios de los príncipes y gustaban aún verlas en parajes abiertos— y finalmente surgió la pasión por los retratos de hombres ilustres, como Paulo Jovio, que fue el primero que decidió mostrar su colección de piezas y de 400 retratos de hombres importantes de su tiempo. En 1521, los presentó en una casa construida para la ocasión en Borgo Vico, cerca de Como. En referencia al museion de la Antigüedad, decidió llamar a ese lugar museo. Cosme I de Médici se dedicó a reunir antigüedades y echó así los cimientos de la célebre galería Uffizi, que se inaugurará en 1581. Otro Médici, el papa León X, cuya villa sobre el monte Pincio fue el punto central en que se depositaron esas obras maestras que se encontraban. Luego, otros príncipes se disputaron la gloria de conquistar un nombre protegiéndolas. Las colecciones se multiplicaron y apasionarán a príncipes y otros curiosos. Los museos van a florecer entonces por toda Europa y cada uno veía en ello una muestra de su poder. 

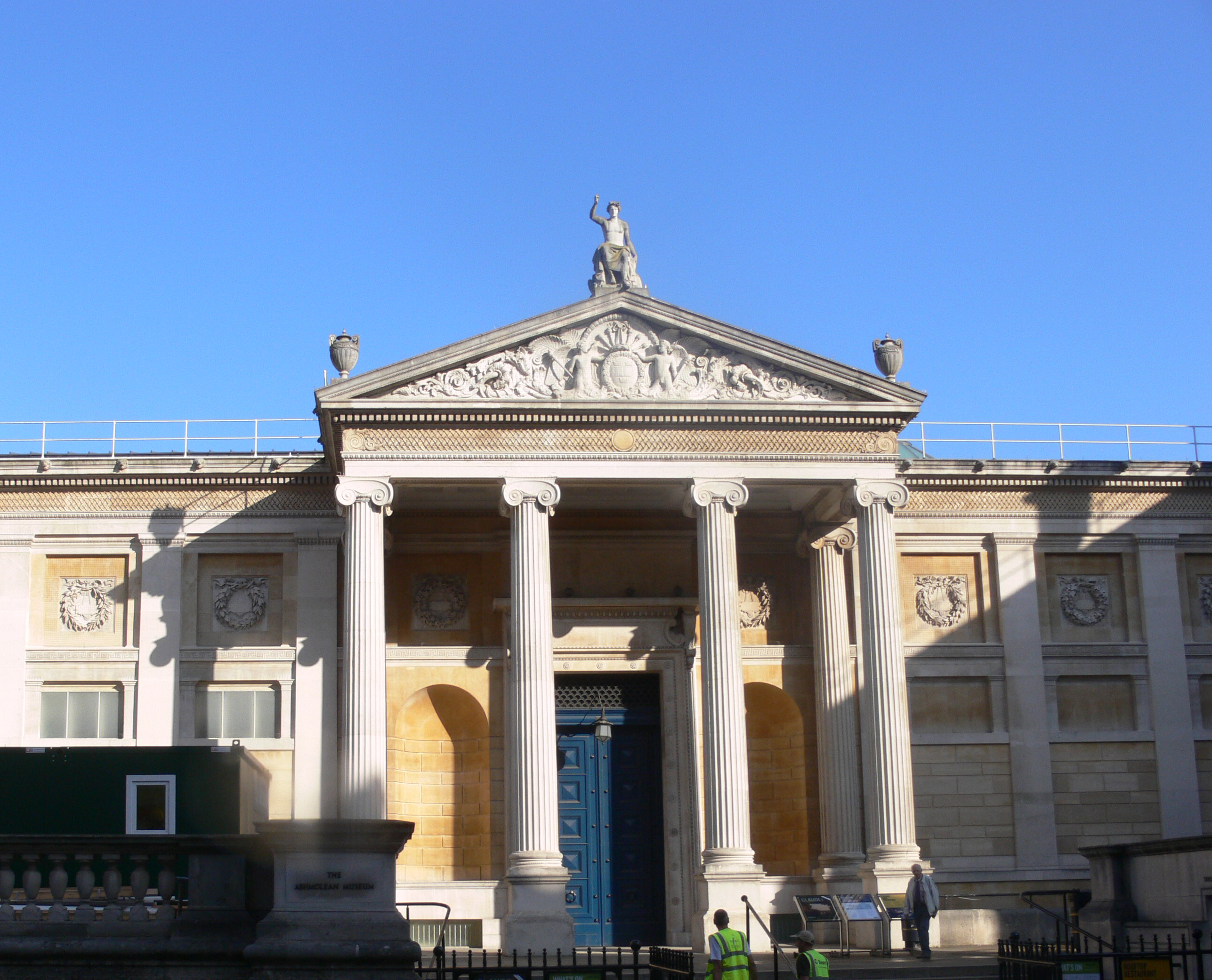
Museo Ashmolean, inaugurado en 1683

Desde mediados del siglo XVI hasta el XVIII, con la proliferación de los viajes de exploración, se van a agregar a ellos las colecciones de historia natural, o incluso de instrumentos científicos (como el del Elector de Sajonia en Dresde). Esta fue la edad de oro de los gabinetes de curiosidades. Todas estas colecciones serán organizadas gradualmente por especialidades desde finales del siglo XVII, y se abrirán poco a poco a un público más amplio que el de los príncipes y eruditos. El gabinete de Amerbach en Basilea fue el primero abierto al público en 1671, seguido por el Museo Ashmolean de Arte y Arqueología de Oxford, que abrió sus puertas en 1683, cuando la universidad de dicha ciudad decidió mostrar al público la colección que Elias Ashmole le había legado cuatro años antes. El edificio destinado a alojarla, se convirtió así en el primer lugar de exposición abierto al público de forma permanente.

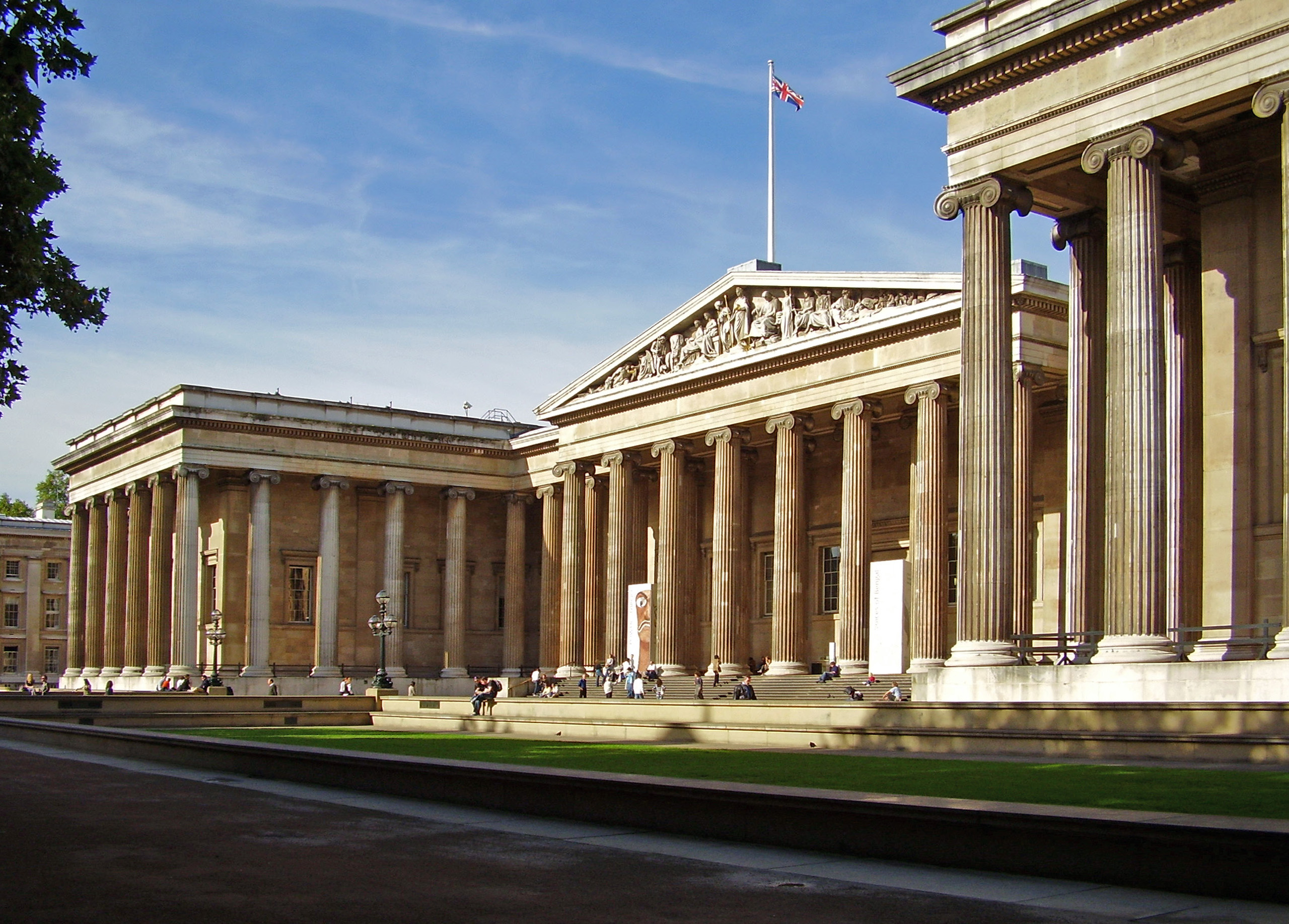
Entrada principal del Museo Británico (Londres)

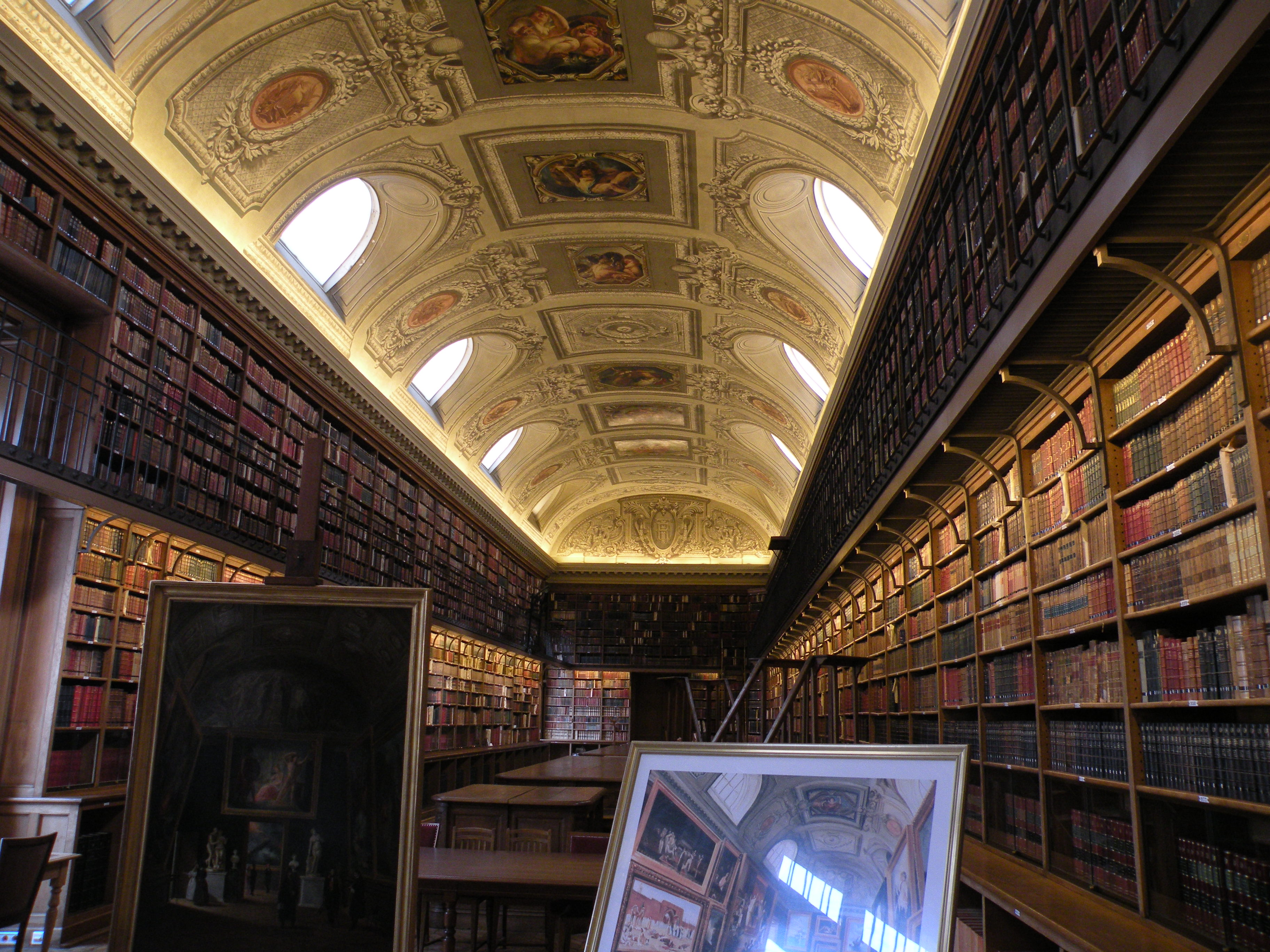
Galería real de pintura del palacio del Luxemburgo, uno de los primeros museos de arte abiertos al público en Francia, en 1750, actualmente anexo de la biblioteca del Senado.

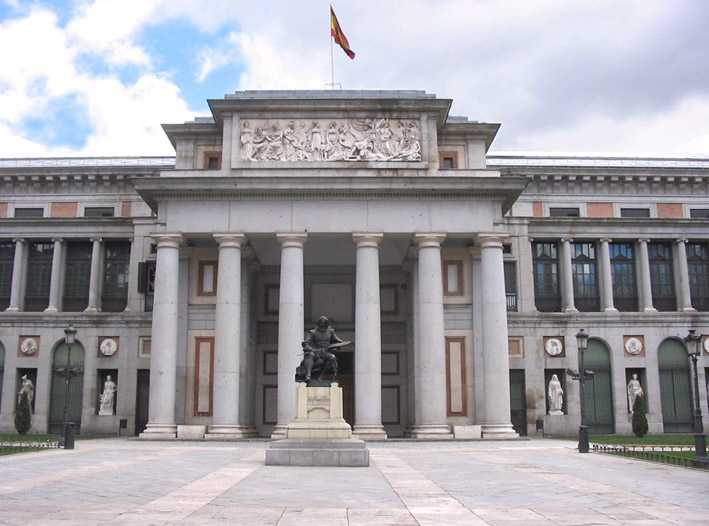
Museo del Prado (Madrid).

Desde el siglo XVIII y especialmente a principios del siglo XIX, las aperturas al público de las hasta entonces colecciones privadas se multiplicaron por toda Europa: en Roma, donde los Museos Capitolinos fueron abiertos al gran público en 1734; en Londres, con el Museo Británico abierto en 1759; en Florencia, con la Galería de los Uffizi en 1765; en Roma, incluso con el Museo Pio-Clementino en 1771, aun cuando el núcleo inicial de la colección de los museos del Vaticano incluyendo el Laocoonte adquirido por Julio II estuviera expuesto al público desde 1506 en el patio de estatuas; en Viena, con el palacio Belvedere, en 1811; en Madrid, el museo del Prado, en 1819; en Ginebra, con el museo Rath, en 1826; en Múnich, con la Alte Pinakothek en 1828 la Gliptoteca de Múnich en 1830; en Berlín, con el Altes Museum, en 1830, uno de los primeros museos que se instalaron en un edificio especialmente diseñado para ese uso; mientras que algunas colecciones principescas durante mucho tiempo accesibles a visitantes privilegiados fueron abiertas al público en general, como en San Petersburgo, con el Palacio de Invierno, en 1852, o en Dresde, con la Galería de los Viejos Maestros, en 1855.
En Francia, el Museo de Bellas Artes y Arqueología de Besançon tuvo su origen en el legado, en 1694, de las colecciones y biblioteca del abad Boisot, que las cedió con la condición de que fueran abiertas dos veces por semana al público. Luego, el Cabinet des médailles se abrió al público en 1720, después de su traslado desde Versailles a la Biblioteca Nacional. En 1750 se creó una verdadera galería de pinturas en el palacio de Luxemburgo, en la que se exponía la parte pública de la colección de la corona, que fue cerrada en 1779. Tras la Revolución se vio la apertura del Louvre, el 10 de agosto de 1793. Del mismo modo, el Museo Nacional de Historia Natural de Francia fue creado en ese mismo año (a partir del Real Jardín de las Plantas Medicinales, existente desde 1635), el Conservatorio Nacional de Artes y oficios en 1794 y el Museo de los Monumentos Franceses en 1795.
Siguiendo estos ejemplos, también se crearon varios museos de arte en las provincias después de la Revolución, con el objetivo de construir colecciones públicas para la educación de artistas y ciudadanos, como el de Reims en 1794; el de Arras en 1795; el de Orléans, en 1797; o el de Grenoble en 1798, que se inauguró solo en 1800, aprovechando localmente la nacionalización de las propiedades del clero y la confiscación de las de los emigrantes. A medida que la Revolución se extendió en el extranjero, los ejércitos republicanos llevaron de regreso a Francia los tesoros de las colecciones europeas, incluidas las del Renacimiento italiano, siguiendo el tratado de Tolentino suscrito por Bonaparte en 1797. Estas obras se incorporaron al Louvre y algunas fueron parcialmente dispersas por los museos provinciales. Bajo el Consulado, otras creaciones de museos seguirán desde el decreto Chaptal de 1801, con los museos de Bellas Artes de Lyon, Nantes, Marsella, Estrasburgo, Lille, Burdeos, Toulouse, Dijon, Nancy, luego en 1803 Rouen, Rennes y Caen, y también en tres ciudades que se convertirán en francesas, Bruselas, Maguncia y Ginebra, cuya colección iniciada en 1804 sin embargo no estará abierta al público hasta 1826. El Museo de Picardía en Amiens se fundó en condiciones similares en 1802, el Museo Calvet de Aviñón en 1811, o el museo de Nîmes en 1821 en la Maison Carrée. Esta política también inspiró la creación, bajo la Revolución y el primer Imperio, de museos en  Bolonia en 1796, en Ámsterdam con el Rijksmuseum en 1798, en Milán con la Pinacoteca de Brera y en Anvers en 1810; o Venecia, incluso galerías  fundadas en 1807 de la Academia veneciana no se abrieron al público general hasta 1817.

### ElsigloXIX

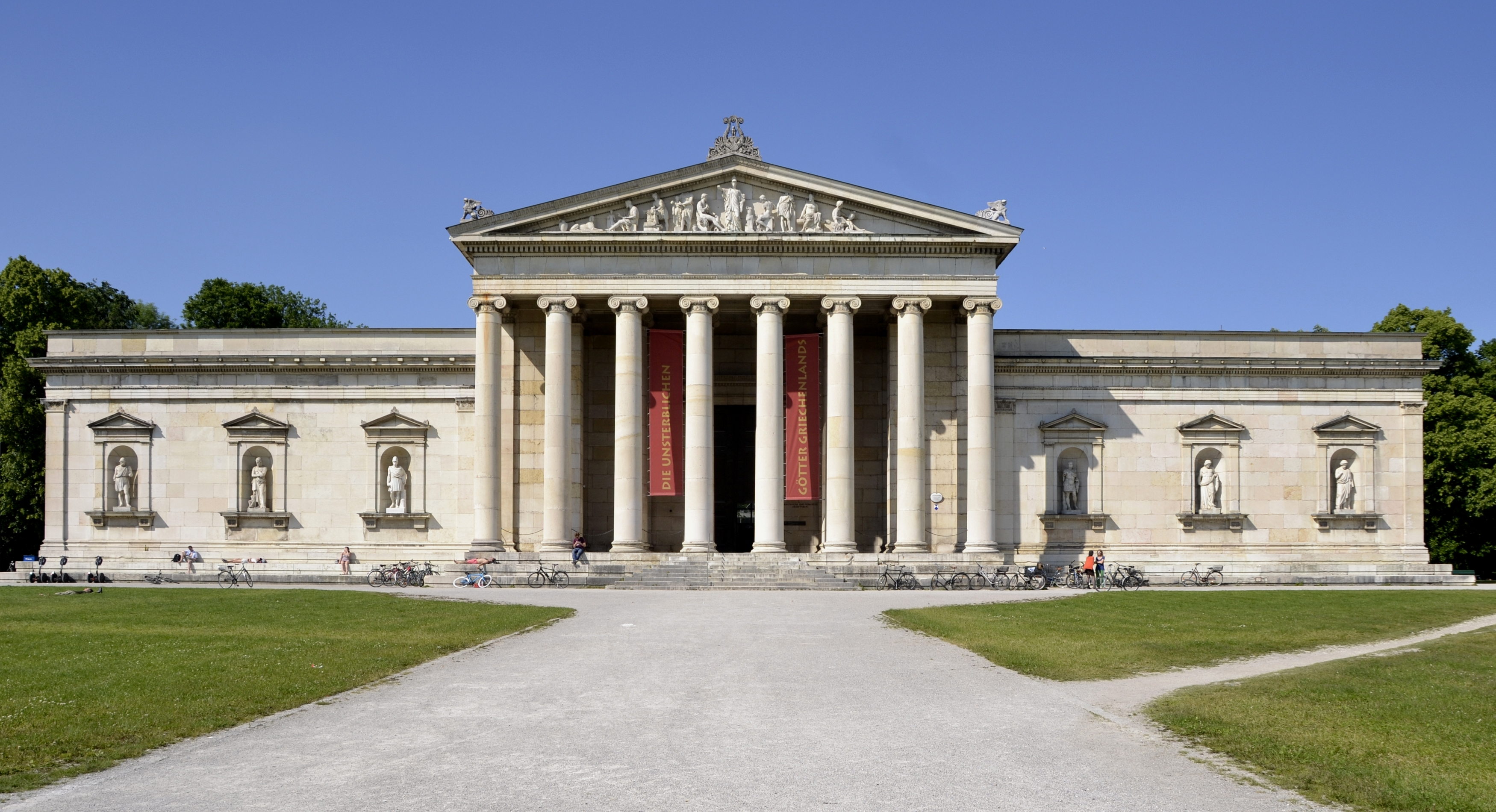
Gliptoteca de Múnich, construida en 1806-1830 por Luis I de Baviera para alojar su colección de antigüedades griegas y romanas.

El siglo XIX vio un retorno a la Antigüedad, como en la época del Renacimiento; pero esta vez, fue la ruta del Oriente la que los investigadores tomaron (a menudo calificados también de saqueadores). Grecia fue el primer destino: desde 1812, el príncipe heredero del reino de Baviera compró estatuas y otros fragmentos despojados en 1811 del templo de Afaya de Egina. Para protegerlos y exponerlos al público, hizo construir una «gliptoteca» o galería de esculturas, la conocida como Gliptoteca de Múnich, construida entre 1806 y 1830, obviamente, al más puro estilo griego, con un pórtico de columnas acanaladas de orden dórico y que será inaugurada en 1836. Las otras naciones europeas rápidamente tomaron el relevo (y la moda): en 1816, el Parlamento británico compró los mármoles del Partenón de Atenas, que habían sido desmontados y repatriados al Reino Unido por lord Elgin, embajador británico en Constantinopla. Encontraron refugio en el Museo Británico, que acababa de adquirir también los frisos del templo de Apolo de Bassae. Y también sufrirá su transformación en un templo griego en 1823. Y Francia no se quedó atrás: en 1820, el marqués de La Riviere, embajador de Francia en Constantinopla, adquirió la ahora famosa Venus de Milo, que siempre fue la fortuna del Louvre. Anteriormente, su predecesor, el conde de Choiseul-Gouffier había organizado el traslado a Francia del friso de las Panateneas.

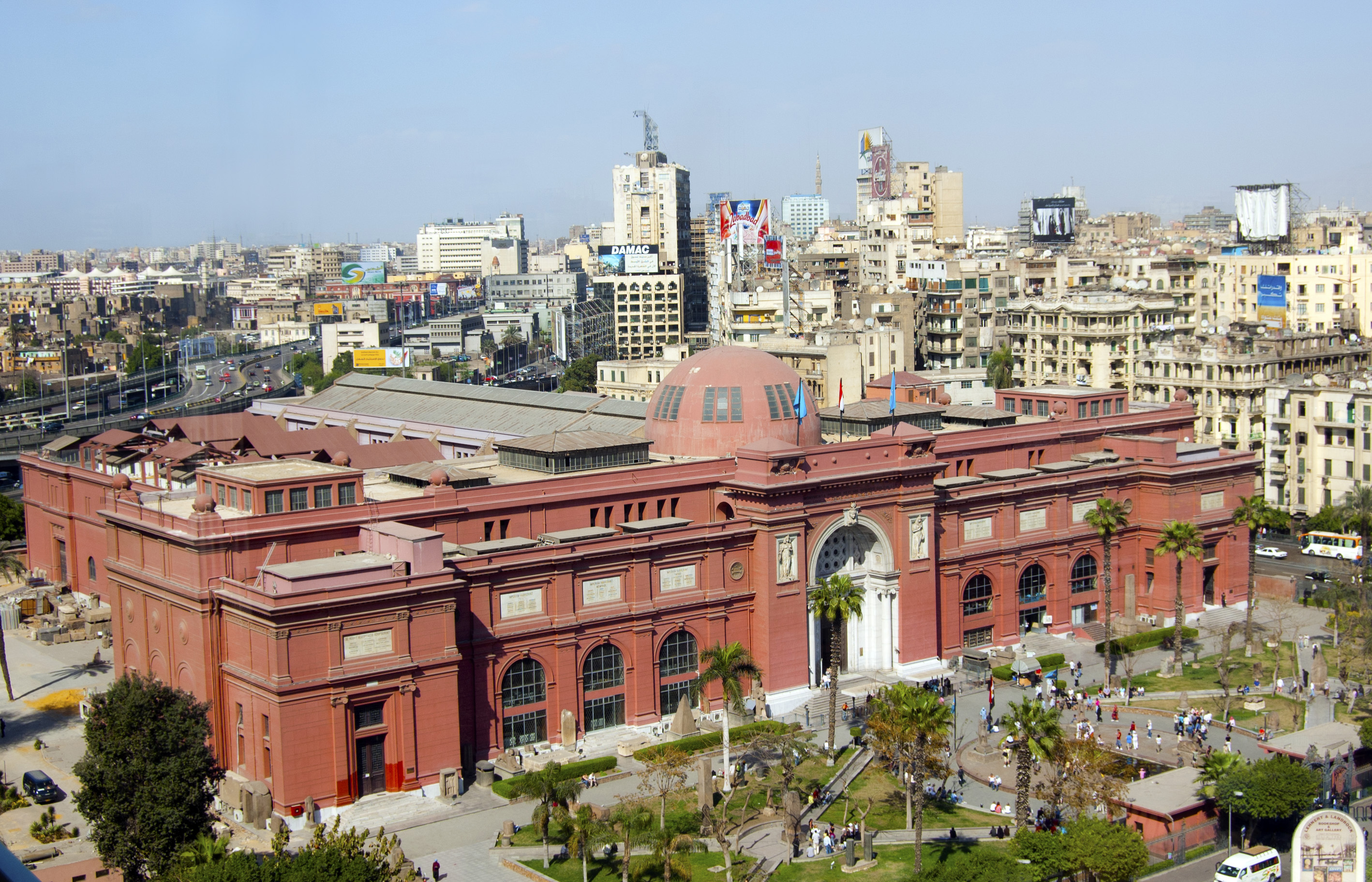
Museo Egipcio (El Cairo).

Después de Grecia, fue Egipto. En 1798, el joven general Bonaparte fue enviado a ese país para socavar el poder de Gran Bretaña en el mar Mediterráneo oriental y las Indias. Lo acompañaron 160 científicos, astrónomos, naturalistas, matemáticos, químicos, pero también pintores, diseñadores o arquitectos responsables de explorar Egipto y conocer mejor la historia, la naturaleza y las costumbres del país. Si la conquista militar resultó ser un fracaso total, la expedición científica fue un tremendo éxito que será el origen de la «egiptomanía», en boga en Europa en la primera mitad del siglo XIX. En testimonio dos magníficas obras, Le Voyage dans la basse et haute Égypte de Vivant Denon (que era un miembro de la expedición) y sobre todo la monumental de Description de l’Égypte, publicada entre 1809 y 1822 en 20 volúmenes. Para testimoniar las riquezas llevadas a Francia se creó en 1826 el museo egipcio del Louvre, dirigido por Jean-François Champollion, que ese mismo año había descifrado los jeroglíficos gracias a la piedra de Rosetta —que ya se exhibía desde 1802 en Londres en el Museo Británico—, que siguió por pocola creación del Museo Egipcio de Turín en 1824. Los productos de las excavaciones egipcias también conducirán a la apertura del Museo Egipcio en El Cairo en 1863, primero ubicado en Boulaq. Finalmente, el último destino de la arqueología oriental de esta primera mitad del siglo XIX fue Mesopotamia. En 1847 se creó en el Louvre el Museo asirio, enriquecido por las excavaciones en Nínive del cónsul de Francia Paul-Émile Botta, así como los de la misión dirigida por Victor Place en Khorsabad entre 1852 y 1854. Entre los objetos expuestos en esta nueva sección del Louvre figuraban los famosos toros alados de Khorsabad que enmarcan una puerta del museo.

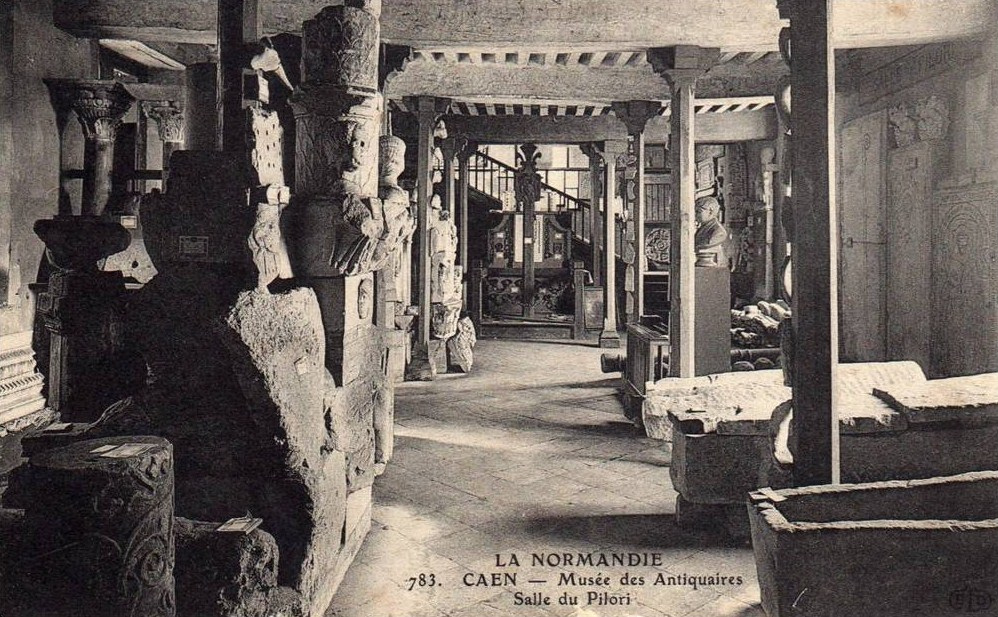
Museo de antigüedades de Normandía en Caen

Este interés por la arqueología oriental no impidió interesarse en la historia del propio país, incluso de la propia localidad. Así, nacieron muchos museos de investigaciones locales llevadas a cabo por sociedades científicas. Este fue el caso de la Société des antiquaires de Normandie fundada en Caen en 1824, que organizará su propio museo que abrirá al público en 1860. Será un caso repetido en muchas otras ciudades de Francia. También encuentran interés tanto los elementos arquitectónicos como los objetos religiosos, estatuas y monedas; cualquier hallazgo del pasado local fue estudiado y preservado. En relación con la historia nacional, fueron los jefes de Estado los que a menudo fueron los instigadores. En Francia, fue Luis Felipe I quien creó la galería de las Batallas del château de Versailles desde 1837. De 120 m de longitud, está decorada con 33 pinturas de las grandes batallas militares que conoció Francia, desde Tolbiac (496) a Wagram en 1809, pasando por el año 1792 o la de 1830, sin olvidar la época medieval, donde cinco Sala de las Cruzadas exponen los blasones de las familias que habían defendido la Cristiandad. Se encargaron otras pinturas después de la apertura, recordando la conquista de Argelia o las guerras del Segundo Imperio (Crimea, Italia y 1870-1871). Este museo histórico se supone que manifiesta la unidad y la continuidad nacional. Otros museos, más especializados, también se crearon o evolucionaron durante el siglo XIX. Fue el caso del Museo de los Monumentos Franceses, creado en 1795 durante la Revolución pero que tuvo que cerrar sus puertas en 1816. Será transformado en un museo de la Edad Media en 1844, gracias al coleccionista Alexandre du Sommerard que instaló en el hôtel de Cluny un verdadero bazar de objetos medievales y renacentistas. Otro museo de historia especializada creado durante este siglo, el de las Antigüedades nacionales, fundado en 1862 en el castillo de Saint-Germain-en-Laye en Yvelines por el emperador Napoleón III, dedicará gran interés a la historia de la Galia.

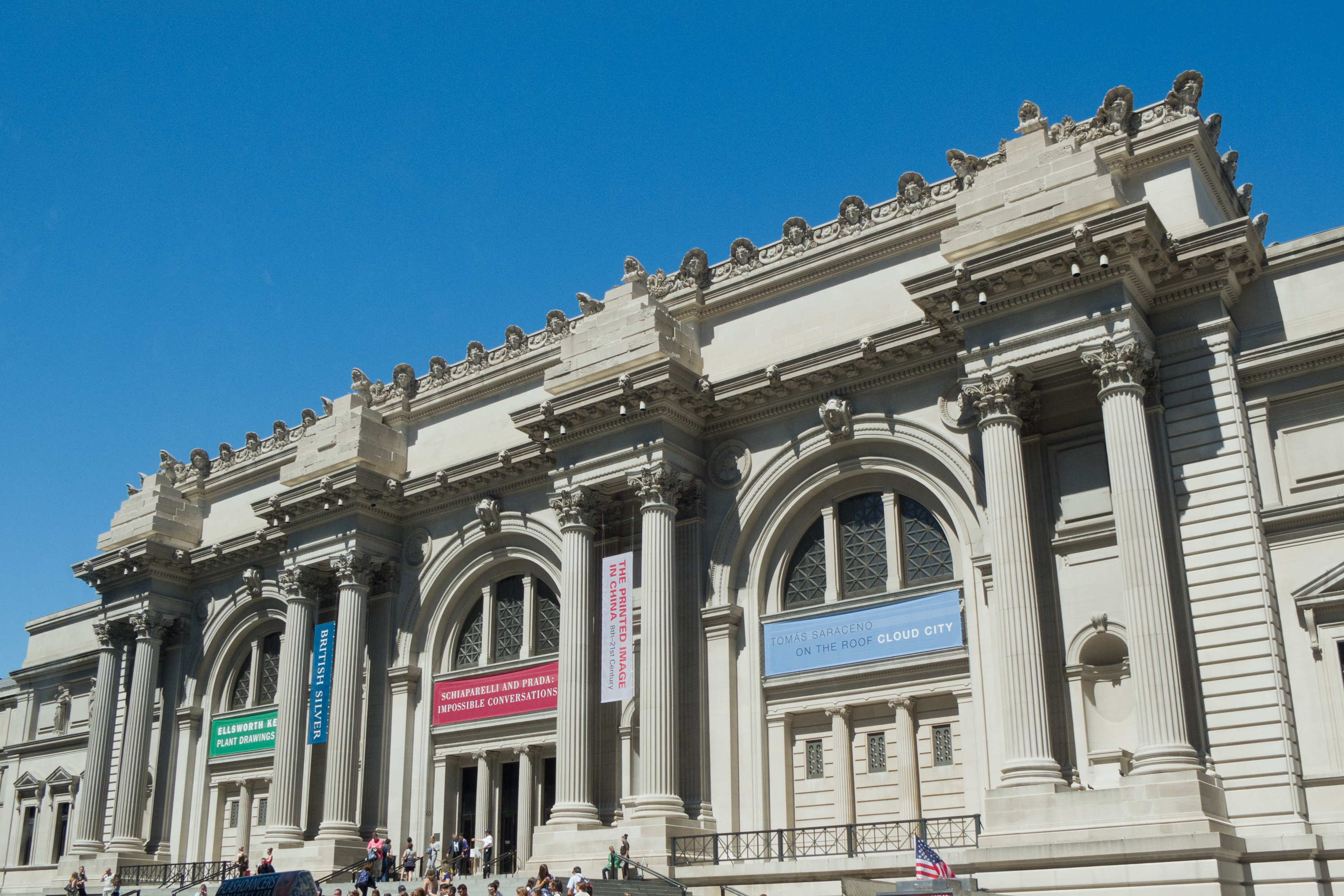
Museo Metropolitano de Arte, inaugurado en 1870 en Nueva York

Pero la educación artística también tomó otras formas: el museo de arte sirvió de hecho en ese momento como un lugar de formación para estudiantes y artistas. Estos no cesaran, durante todo el siglo, de «copiar» las pinturas de los maestros presentes en los principales museos y especialmente en el Louvre, hasta el punto de tener que establecer reglas: un cuadro no podía ser copiado por más de tres personas a la vez. La copia de las escultura también se puso en marcha: en 1840, el catálogo del taller de fundición del Louvre tenía 300 moldes; en 1885, ya tenía casi un millar y en 1927, el año del cierre del taller, no menos de 1500 moldes que fueron donados al musée de la sculpture comparée [museo de escultura comparada], creado en 1882 en el Palacio de Trocadero, según un proyecto muy querido por Viollet-le-Duc. El museo, que retomó el nombre de musée des monuments français («Museo de los Monumentos Franceses»), como un eco del museo creado bajo la Revolución, ahora es parte de la Ciudad de la Arquitectura y el Patrimonio, instalada en el palacio de Chaillot. Fuera de la capital francesa, los museos de arte se multiplicaron: tras Amiens que había inaugurado un nuevo edificio en 1867, fue el turno de construir nuevos museos en Grenoble, y después en Marsella, Rouen, Lille y Nantes. Lo mismo ocurrió fuera de Europa: en Canadá se fundó el Museo de bellas artes de Montreal en 1860; y en los Estados Unidos, se inauguraron en 1870 el Museo Metropolitano de Arte de Nueva York y el Museo de Bellas Artes de Boston, seguidos por el Museo de Arte de Filadelfia en 1877 y el Instituto de Arte de Chicago en 1879. En Europa se inauguró igualmente el Kunsthistorisches Museum de Viena en 1891, etc.
En esta segunda mitad del siglo, no solo los grandes museos atraían al público, sino también las grandes exposiciones. La utilidad social del museo público se convierte así en una suerte de evidencia: «las obras del genio pertenecen a la posteridad y deben salir del dominio privado para ser entregadas a la admiración pública», escribió Alfred Bruyas, amigo y protector de Gustave Courbet cuando en 1868 ofreció su colección a la ciudad de Montpellier. Así, desde la década de 1820, en el Louvre se organizaban exposiciones, y no solo exposiciones de arte. De hecho, en el siglo XIX la industria se desarrolló y los museos podían exponer los productos de la industria francesa. Así nacen las escuelas de dibujo, las exposiciones universales y los museos de arte aplicado. El primero de ellos se abre en Londres en 1852, después de la primera exposición mundial celebrada en esa ciudad un año antes. Henri Cole, empresario y caballero victoriano recibió el encargo de formar una colección permanente mediante la compra, por 5000 libras, de los objetos exhibidos en la exposición universal que acaba de finalizar. Encontró un terreno en South Kensington y rápidadmente el museo, con sus numerosas colecciones, su escuela de arte, su anfiteatro y su biblioteca, se convirtieron en un modelo envidiado. Fue renombrado como Victoria and Albert Museum. En los años siguientes, surgieron muchos otros museos de arte decorativo, desde Viena hasta Budapest, pasando por Estocolmo y Berlín. En Francia, no fue hasta 1905 cuando apareció ese museo en París. Sin embargo, ya en 1856, se decidió un museo similar en Lyon, por iniciativa de la Cámara de Comercio de la ciudad. Al año siguiente, tuvo lugar en Mánchester una de las exposiciones de arte más ambiciosas, Art Treasures. Quería ser una síntesis del arte antiguo, con una retrospectiva de pinturas antiguas y esculturas, y de arte contemporáneo, con el arte decorativo y una selección de pinturas británicas contemporáneas. El éxito popular fue tal que se fletaron desde Londres trenes especiales. El éxito popular de las exposiciones y de los museos era el reflejo de una política de instrucción y de divulgación que marcó el último cuarto del siglo XIX, especialmente en Francia: «la reorganización del museo es el corolario de la de la escuela» según los términos de una circular ministerial que data de 1881. Las intenciones del gobierno en favor de los museos cantonales se transmiten mediante campañas protagonizadas por asociaciones, como la dirigida por un abogado de Lisieux, Edmond Groult, : «moralizar con la instrucción, encantar con las artes, enriquecer con las ciencias», era el eslogan de este militante de la lección de las cosas, que logró suscitar la creación de una cincuentena de estas pequeñas enciclopedias locales. Otros, más ambiciosos, crearon museos bastante específicos como el industrial Émile Guimet, que, buscando quienes eran los hombres que más felicidad habían procurado a la Humanidad, encontró que eran los fundadores de religiones y de ahí la creación, por primera vez en Lyon (1879) y después en París (1889), de un museo de historia de las religiones de Oriente, que ahora lleva su nombre, Museo Guimet. 
El último capítulo sobre los museos en el siglo XIX fue el de los museos etnográficos. Fueron los herederos de los gabinetes de curiosidades enriquecidos por los viajes de exploración y después por la formación de los imperios coloniales. Surgieron cuando la etnografía misma se estaba convirtiendo en una disciplina autónoma, es decir, a mediados del siglo XIX. Por ello, desde 1837, de regreso de un viaje a Japón, el médico y botánico Philip Franz Von Siebold recibió el encargo del rey de los Países Bajos de que organizara en un museo las colecciones de las que había informado. Así nació el museo Voor Volkerkunde de Leiden. El ejemplo se difundió en Alemania, en Leipzig, Múnich y Berlín. En París, justo al día siguiente de la Exposición Universal de 1878, Ernest Hamy, profesor de antropología en el Museo Nacional de Historia Natural de Francia, recibió el encargo de abrir un museo etnográfico en el entonces nuevo palacio del Trocadero. En el Reino Unido, en 1883, la Universidad de Oxford se benefició de la donación del general Pitt-Rivers, que había comenzado a coleccionar armas para seguir sus perfeccionamientos. En ese momento, las innovaciones museográficas llegaron de los países escandinavos: estimulados por un fuerte deseo de afirmación nacional, las investigaciones en etnografía local alentaron la conservación de las evidencias materiales de las tradiciones populares. Así nació en 1873 el Nordiska Museet en Estocolmo, un museo dedicado a todas las comarcas «donde se hable una lengua de origen escandinavo». Los objetos de la vida rural, como los de la vida urbana, se presentaron en ellos «en interiores animados por figuras y grupos que representan escenas de la vida íntima y de las ocupaciones de la vida doméstica». Esta presentación de los interiores tradicionales estaba inspirada en los museos de cera, muy a la moda al mismo tiempo, como el musée Grévin, que se inauguró en París en 1882. En 1884 se abrió una sala de Europa en el Museo del Trocadero, donde se ve un interior bretón compuesto por siete maniquíes de tamaño natural. Finalmente, siempre en el campo de los museos etnográficos, se abrió al público en 1827, el museo de la Marina, en una decena de salas del Louvre. Se exponían en él, por un lado, «las maquetas de los navíos franceses antiguos y nuevos», y por otro lado, las curiosidades etnográficas traídas de tierras lejanas por los navegantes franceses. En la primera sala, se creó una extraña pirámide, formada por restos (campanas, tubos de cañón, piezas de anclaje...) de los buques de La Pérouse, la Boussole y l'Astrolabe, naufragados en 1788 en la isla de Vanikoro, en el océano Pacífico. En 1943, el Museo Nacional de la Marina también se trasladó al Palacio de Trocadero.

### El inicio delsigloXX
El siglo XX vio la modernización de los museos. En los albores del nuevo siglo, y especialmente entre las dos guerras mundiales, la institución del museo fue objeto de muchas críticas: acusada de ser pasadista, académica y de mantener la confusión, parecía de hecho, demasiado conservadora y no seguía la evolución artística en curso. Prueba de ello eran las nuevas tendencias, que como el Impresionismo no estaban apenas presentes en las colecciones. Además del Museo del Luxemburgo, el primer museo dedicado desde 1818 a artistas vivos, pocos de ellos tenían obras impresionistas realmente expuestas. De ahí la idea de algunos de crear verdaderos museos de «arte moderno». La designación hizo fortuna. Venía, entre otros, de la boca de un periodista y dibujante, Pierre André Farcy, más conocido como Andry-Farcy, que realmente iba a rejuvenecer a la institución, creando en 1919 en el museo de Grenoble, donde fue nombrado conservador, la primera sección de arte moderno. Para esto, recibió donaciones de artistas vivos y aún no muy famosos: Matisse, Monet o Picasso. Y coleccionistas como Marcel Sembat le legaron las obras que habían coleccionado. El museo de Grenoble se convirtió rápidamente en un referente en Francia, e incluso se anunciaba a los turistas anglófonos que visitaban la región. E iba a ser emulado, como en París donde igualmente en 1919, el famoso escultor Auguste Rodin impondrá, a cambio del legado de todas sus colecciones, la creación de un museo dedicado a su trabajo, el Museo Rodin; y eso a pesar de un animado debate parlamentario, en el que algunos se sintieron ofendidos por la inmoralidad de sus esculturas y otros negaban que el estado pudiese hacer un museo de un artista vivo.
En 1919 y 1920 las dos ramas del Museo de la pintura occidental moderna de Moscú (MNZJ1 y 2), el primero en el mundo dedicado a este período, la N de su nombre significa moderno en ruso, fue abierto al público con las colecciones nacionalizadas por Lenin de Serguéi Shchukin e Ivan Morozov, cuyas 800 obras se reunieron en 1923 en el palacio de este último para convertirse en el Museo del Estado de arte occidental moderno (GMNZI) hasta 1941. En 1927, Claude Monet eligió la orangerie del jardín de las Tullerías, para acomodar el ciclo de Les Nymphéas, que el pintor donó al estado en 1920. El Museum Folkwang de Essen en 1927, el Museo de Arte de Lodz en 1930 y el Museo Kröller-Müller en Otterlo en 1938 también se encuentran entre los primeros museos de Europa en abrirse a la vanguardia moderna, mientras que el Musée national d'art moderne, que aunque ya había sido instituido en 1937 e iba a ser inaugurado a finales de 1939, realmente no abrió sus puertas hasta después de la guerra, en 1947.

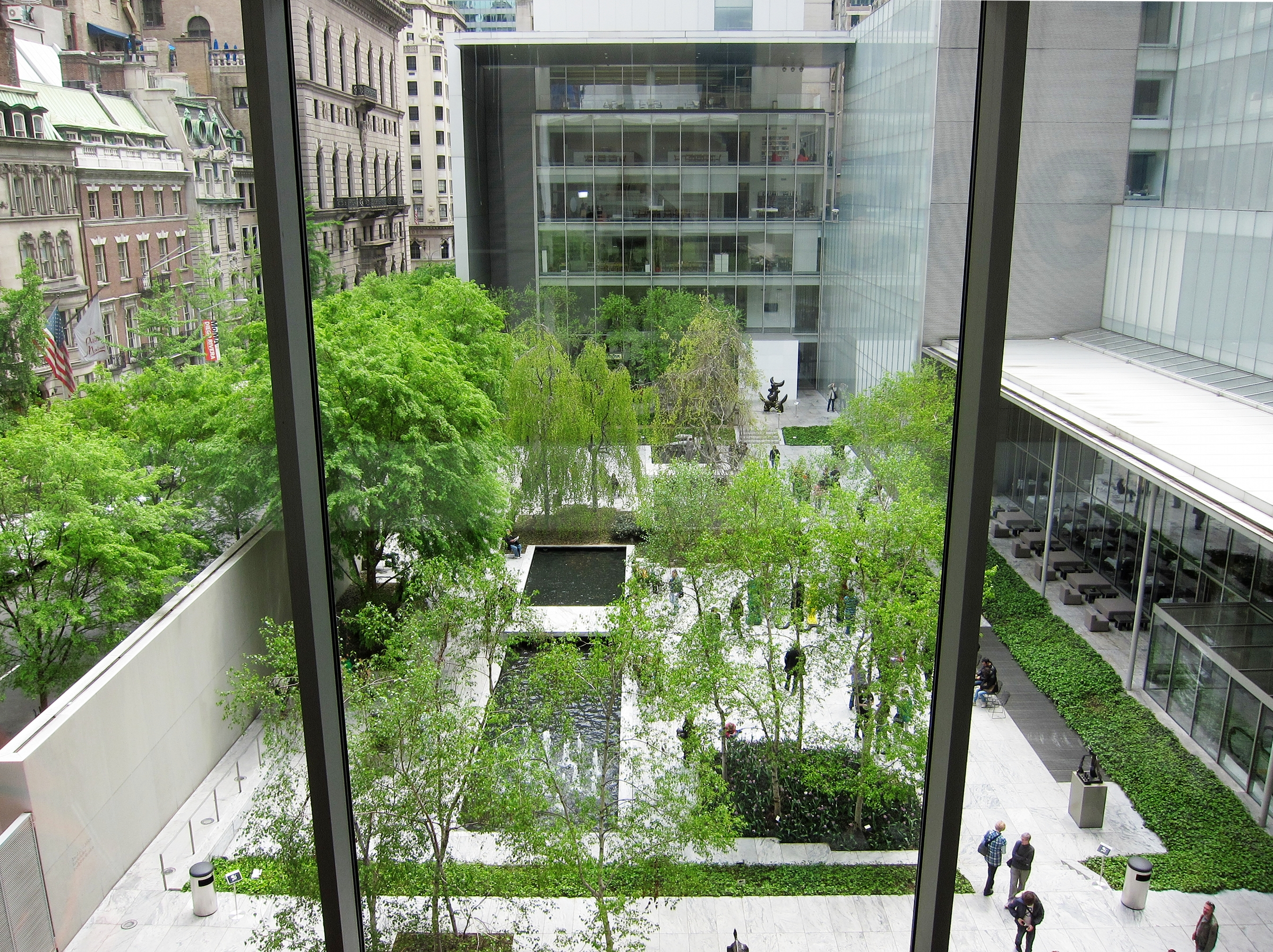
Museo de Arte Moderno, inaugurado en 1929 (Nueva York)

Al mismo tiempo, al otro lado del Atlántico, las cosas también se estaban moviendo. Entre 1929 y 1931, se celebraron en Nueva York una serie de exposiciones dedicadas a artistas modernos: Cézanne, Van Gogh, Gauguin o Seurat. Estas exposiciones se acompañaron, en 1929, con la apertura de un museo permanente dedicado especialmente a estos maestros modernos, europeos y estadounidenses, desde Gauguin hasta la actualidad, el MoMa (Museo de Arte Moderno), que hará escuela. En Francia, no fue hasta la década de 1940 cuando se crearon nuevos museos dedicados a este tipo de arte: en el Palais de Tokyo de París, dos museos de arte moderno se enfrentaron: el del Estado musée national d'Art moderne) y el de la ciudad de París (musée d'art moderne de la ville de Paris). El museo nacional reunirá las colecciones del Museo de Luxemburgo, que se había vuelto demasiado pequeño, con las del Jeu de Paume, una filial del primero dedicada a las escuelas extranjeras desde 1922, donde se encontraban obras de Kandinski, Picasso o Salvador Dalí. Su primer director, Jean Cassou, enriquecerá este nuevo museo con obras de Matisse, Picasso, Braque o Brancusi, todo entonces vivos.
Durante ese período, desde entreguerras hasta la década de 1950, las prácticas museográficas heredadas del siglo XIX fueron profundamente cuestionadas: los amontonamientos en vitrinas de series de objetos repetitivos, las pinturas colgadas borde con borde en dos, tres o cuatro filas superpuestas, las decoraciones de habitaciones sobrecargadas de oro y estuco. Ahora se quería una estética depurada, se buscaba resaltar el objeto en sí mismo: se aligera la presentación aislando más cada objeto, lo que facilita el movimiento de los ojos, se favorece la neutralidad de los fondos y se presta atención a los soportes y a la iluminación Se crean reservas o galerías de estudio, todo de acuerdo con los principios de una nueva escuela de pensamiento, la que defendía la escuela de la Bauhaus en Weimar, Alemania. Esta escuela había sido fundada por Walter Gropius y entre sus profesores impartieron clases allí Itten, Kandinski, Klee, Moholy-Nagy o Schlemmer. Mies van der Rohe, que dirigió la escuela desde 1930 hasta su cierre en 1933, antes de exiliarse en los Estados Unidos. En 1942 dibujó un «proyecto de museo para una ciudad pequeña». Imaginó entonces eliminar las particiones para «abatir la barrera que separa la obra de arte de la comunidad viviente».

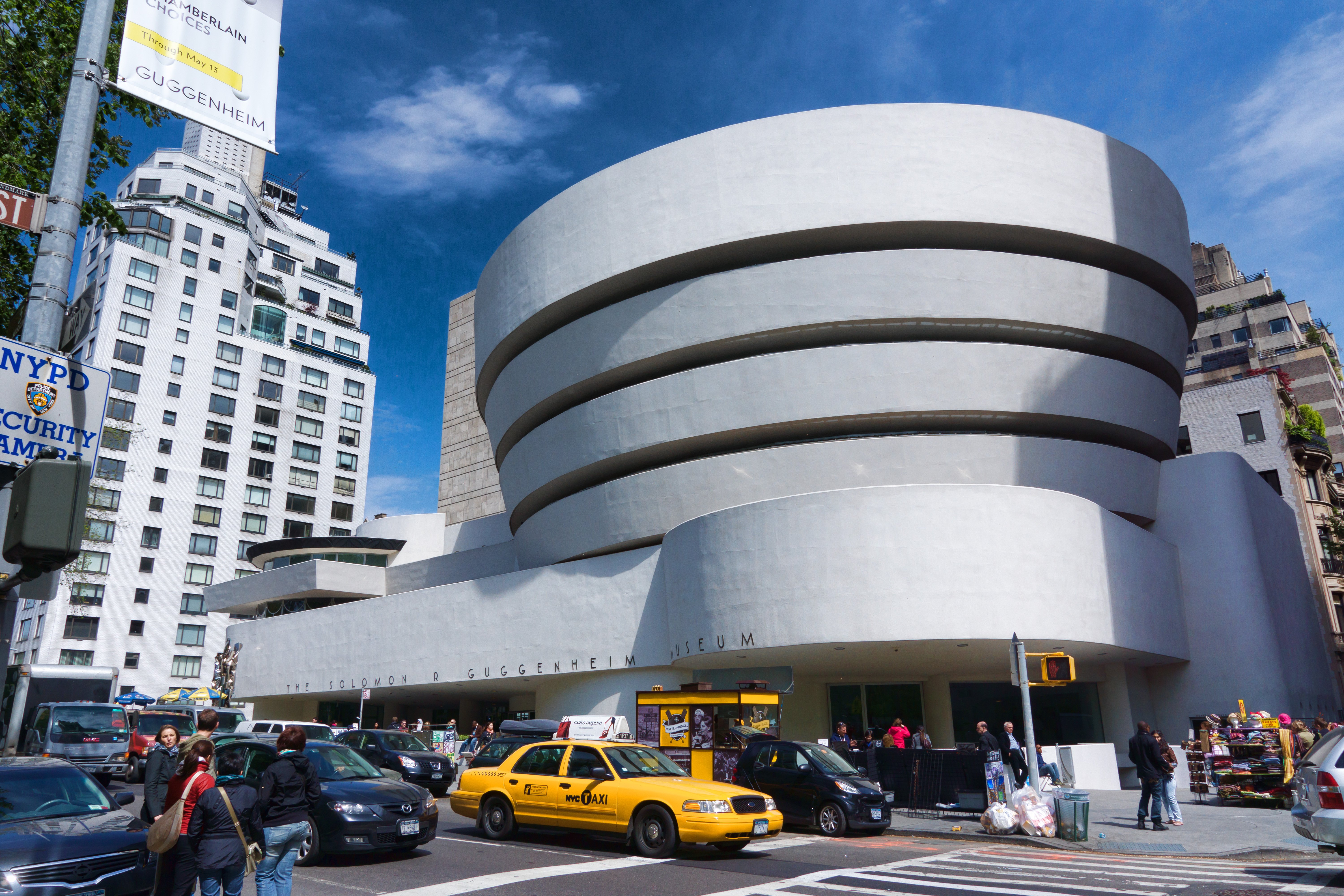
Museo Guggenheim de Nueva York, inaugurado en 1943, una auténtica revolución en los espacios museísticos

Pero la innovación arquitectónica no se quedó atrás: en 1943, se construyó en Nueva York la galería de exposiciones del edificio Solomon R del Museo Guggenheim. Terminado en 1959, consiste en una rampa en espiral de 430 m, que se desarrolla en cinco niveles y se divide en una cuarentena de «salles». Esta elección de un plano inclinado como lugar de exhibición ha dado lugar a innumerables controversias.
En esta nueva organización del espacio del museo, con frecuencia se disponen salas para las exposiciones temporales, cuya organización se convierte, poco a poco, en un componente natural de la vida de un museo. Para tratar de estas cuestiones, así como de los problemas de arquitectura, conservación y restauración, se organiza a escala internacional la profesión museística. En 1926, bajo los auspicios de la Sociedad de Naciones, se creó la Oficina Internacional de Museos, que publicó la revista Mouseion. Ocho años después, en 1934, la Oficina organizó en Madrid una conferencia internacional de estudio que convino reglas en el campo de la arquitectura y el desarrollo de los museos de arte, pronto publicadas en un manual de museografía. Y en 1946 se creó una nueva organización internacional para la cooperación museística en el marco de la Unesco: el Consejo Internacional de Museos (International Council Of Museums, o ICOM). Durante 18 años, de 1948 a 1966, fue dirigido por Georges-Henri Rivière, fundador del Museo Nacional de Artes y Tradiciones Populares. Era partidario de una nueva museología que, en este período de modernización y descolonización, hiciese jugar a los museos, especialmente en la etnografía, un papel de desarrollo social y no solo de preservación del pasado. Fue a partir de estas ideas de la que nacieron los ecomuseos. Herederos de los museos etnográficos locales o al aire libre nacidos en el norte de Europa a finales del siglo XIX, estos «museos de sitio» se dedicaron, desde finales de la década de 1960, tanto al hábitat como al medio ambiente, y a veces al medio industrial. De hecho, fueron parte de un vasto movimiento de proliferación de museos a escala internacional que se desarrolló durante la década de 1970. Estos establecimientos, llamados «centros de interpretación», se querían la expresión de la diversidad cultural, una forma de afirmar la identidad de las comunidades étnicas o sociales que se reconocen en torno a un territorio, a una actividad agrícola o a un patrimonio industrial
En Le Musée imaginaire, André Malraux se centra en 1947 en analizar el fenómeno museológico:

El papel de los museos en nuestra relación con las obras de arte es tan grande que nos cuesta creer que no existan […] y que hayan existido entre nosotros desde hace menos de dos siglos. El siglo XIX ha vivido de ellos, todavía vivimos de ellos y olvidamos que han impuesto a los espectadores una relación completamente nueva con la obra de arte. Ayudaron a transmitir su función a las obras de arte que reunieron.
Le rôle des musées dans notre relation avec les œuvres d'art est si grand, que nous avons peine à penser qu'il n'en existe pas […] et qu'il en existe chez nous depuis moins de deux siècles. Le s. XIXe a vécu d'eux, nous en vivons encore et oublions qu'ils ont imposé aux spectateurs une relation toute nouvelle avec l'œuvre d'art. Ils ont contribué à délivrer de leur fonction les œuvres d'art qu'ils réunissaient.
Le Musée imaginaire, André Malraux 

### Desde 1975

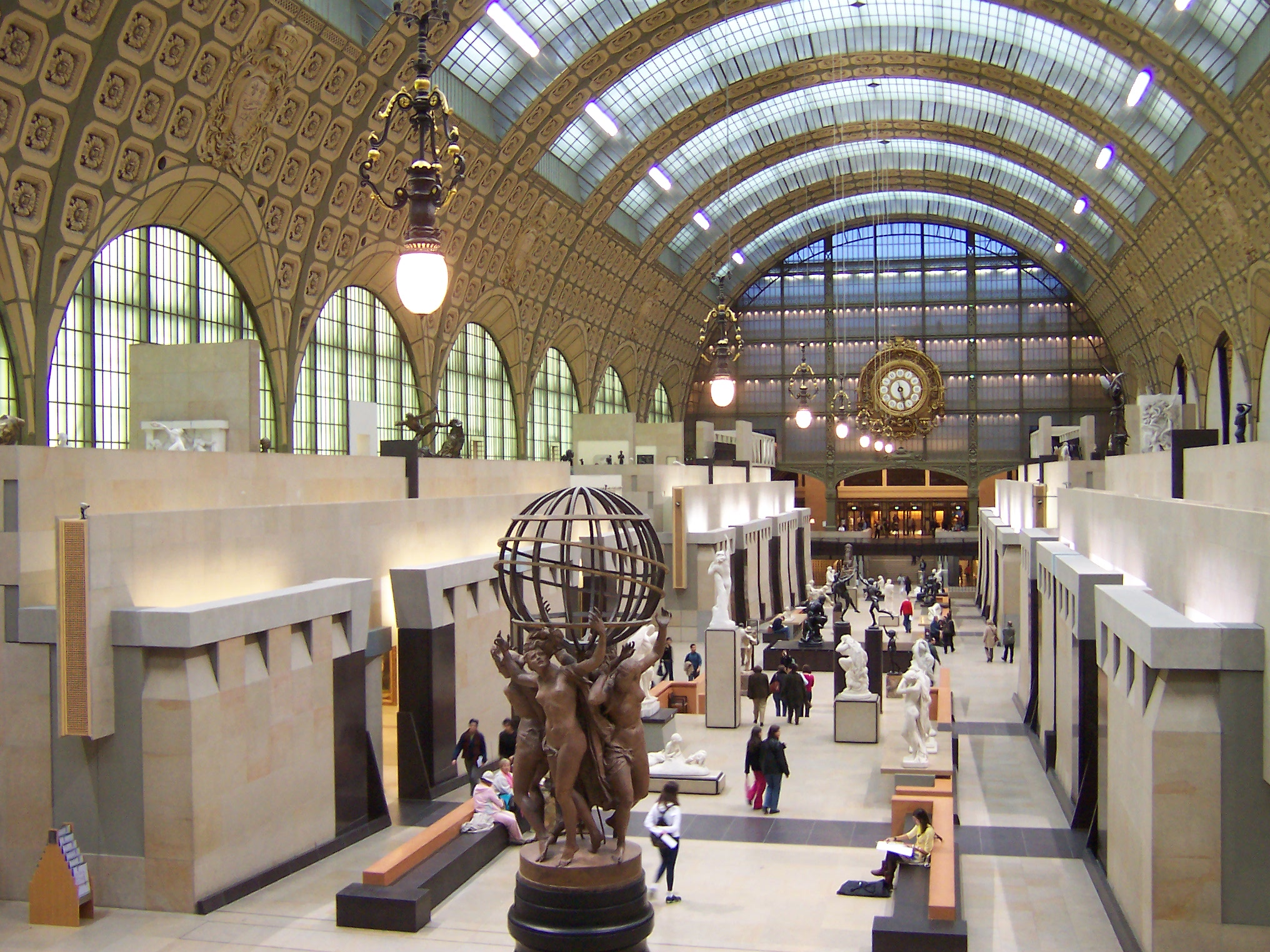
Gran galería del Museo de Orsay.

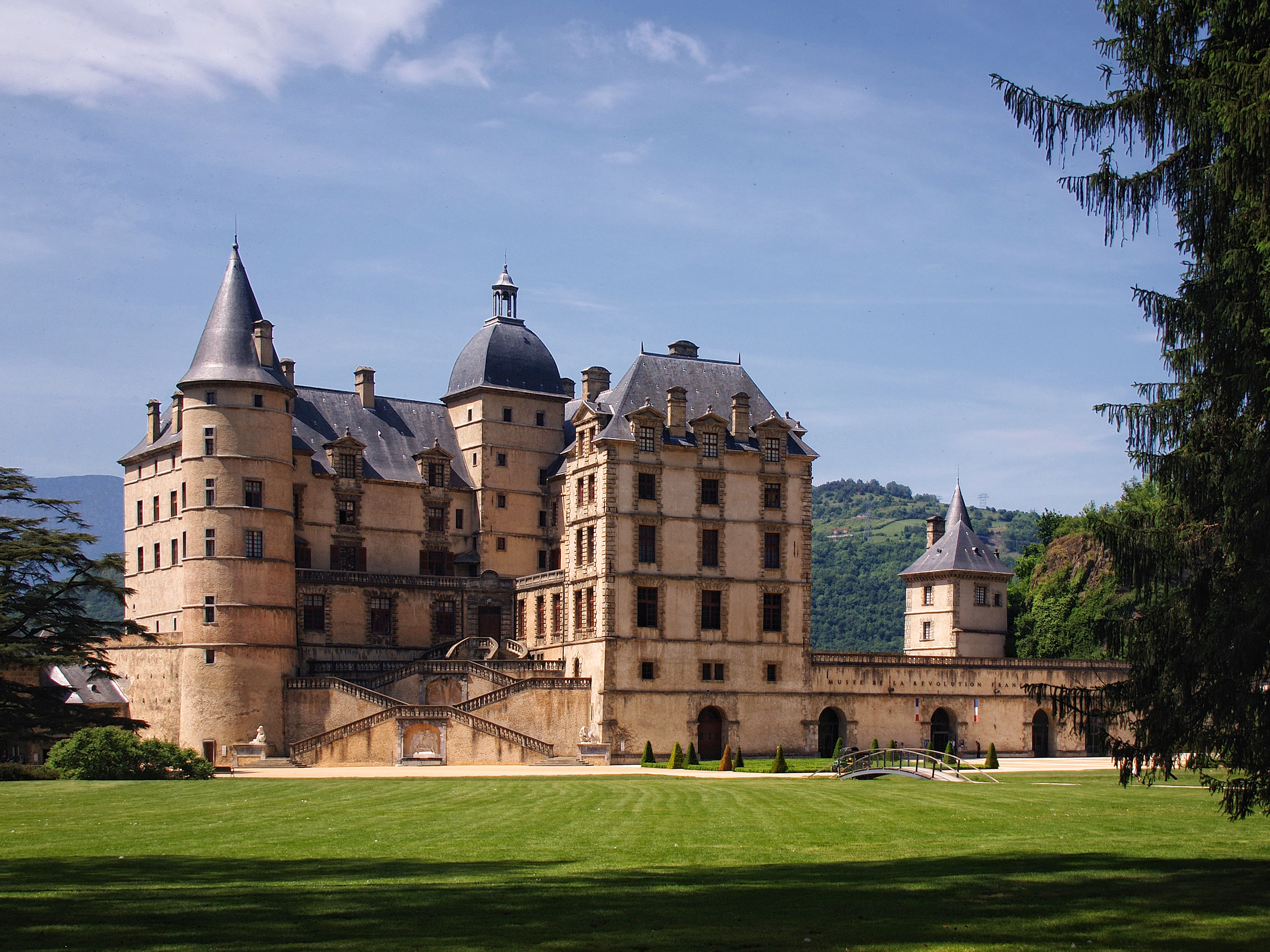
Museo de la Revolución francesa.

A partir de 1975, cuando, en el mercado del arte, se comenzó a competir, una serie impresionante de construcciones, ampliaciones y renovaciones sacudió al mundo de los museos en las metrópolis y las ciudades medias, movilizando a los arquitectos más reconocidos. Es ejemplo, el Centro Georges Pompidou, inaugurado en París en 1977. Los arquitectos, Renzo Piano y Richard Rogers crearon un interior diáfano, con los elementos funcionales, conductos, escaleras, etc., en el exterior del edificio y visibles, como en una instalación industrial. Las conducciones de agua, aire o electricidad así expuestas fueron pintadas de colores atrevidos. Este nuevo acondicionamiento de los museos permitía ofrecer la mayor flexibilidad a la exposición de las obras. Otros museos ofrecen la misma disposición: el  Museo del Aire y del Espacio en Washington, inaugurado en 1975, o la Ciudad de las Ciencias y la Industria de París, construido a mediados de la década de los años 1980.
Esta década supuso también la voluntad de renovar los viejos monumentos para transformarlos en museos o de rehabilitar los museos construidos en el siglo XIX. Del primer caso, dos ejemplos de París, el Museo Picasso, inaugurado en 1985, ubicado en un hôtel particulier del siglo XVIII en el distrito del Marais, y el Museo de Orsay, inaugurado el año siguiente en los terrenos de la antigua estación de Orsay construida en 1900. Pero otro ejemplo ilustra este caso con el Museo de la Revolución francesa en Vizille, inaugurado en 1984 en el antiguo castillo del duque de Lesdiguières pero también de los presidentes de la República francesa. Del segundo caso, los ejemplos se pueden multiplicar en provincias (Amiens, Ruan, Nantes, Lyon...). En París, el ejemplo más llamativo sigue siendo la rehabilitación de la antigua Galería de Zoología, inaugurada en 1889 pero reconvertida en 1994 en la actual Gran Galería de la Evolución después de estar cerrada durante casi treinta años entre 1965 y 1994.
En 1978, el arquitecto Ieoh Ming Pei construyó la nueva ala de la National Gallery de Washington. Compuesta por dos bloques triangulares organizados alrededor de un patio central, alberga salas de exposiciones y un centro de estudio de las artes visuales. En él se ve el motivo de la pirámide, utilizada como una claraboya, que se encontrará luego en la ampliación del Louvre.
Estos museos, de apariencia moderna o posmoderna, se organizan ahora como centros culturales: además de los espacios expositivos, permanentes o temporales, albergan diversos equipamientos: centros de investigación, de documentación o de restauración de obras, a veces bibliotecas públicas, auditorios, salas audiovisuales, talleres educativos, servicios comerciales, librerías, boutiques, cafés, restaurantes, así como superficies importantes para la recepción, información y orientación de los visitantes. El objetivo es atraer a más visitantes. Para ello los museos ofrecen una amplia gama de actividades, publican libros, producen películas u organizan conciertos o conferencias. De hecho, estos grandes museos se convierten en centros de actividad multifacéticos, anclados en el corazón de la ciudad y característicos de un momento en que lo espiritual y el consumo se entrelazan estrechamente en lo que se denomina «vida cultural».
Pero para eso fue necesario acondicionar esos museos, algunos de gran extensión, como el MoMa en Nueva York, la National Gallery en Washington o el Gran Louvre en París. Estas grandes obras transformaron la visión «clásica» del museo dándole una forma «moderna», a la vez más grande y más acogedora. Éxito que manifiesta el aumento continuo de su asistencia: como ejemplo, la de los 30 museos nacionales franceses, que dieron la bienvenida en 1960 a 5 millones de visitantes, que fueron 6 millones en 1970, más de 9 millones en 1980 y casi 14 en 1993.
El aumento puede explicarse por la apertura de los nuevos edificios y por el aumento de la capacidad de acogida, pero también por el hecho de que la visita al museo recuperó prestigio. Por ejemplo, el Louvre, Versalles u Orsay recibían cada día entre 10 000−20 000 visitantes. En efecto en la década de 1980 se comenzó a hablar de industria cultural, de oferta y demanda, de inversión y de rentabilidad. Se empezó a decir que un museo debía de funcionar como una empresa y atraer a sus clientes. Esta lógica comercial fue llevada muy lejos por el Museo del Louvre, que comercializó su marca con franquicias en países prósperos como los Estados Unidos o los países del Golfo. Y eso que continuo recibiendo una gran subvención del Ministerio de Cultura porque, en Francia, el mecenazgo era demasiado débil para reemplazar por completo al dinero público. Los grandes museos se encontraron en una situación de economía mixta y autoridad disputada.
Esta reactivación de los museos en los años ochenta afectó especialmente a los museos de arte contemporáneo, pero también a los museos arqueológicos y a los museos de sitio. Este movimiento general, impulsado y apoyado por el Estado, fue asumido por las autoridades locales que percibieron el valor simbólico de este tipo de equipamiento cultural. 

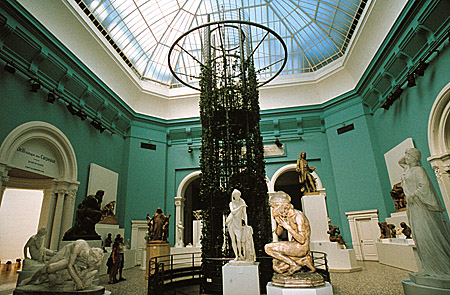
Museo de Bellas Artes de Valenciennes.

En Francia, se crearon museos o se equiparon con nuevos edificios las ciudades de Villeneuve-d'Ascq, Grenoble, Burdeos, Lyon, Saint-Étienne, Nîmes, Arlés, Nemours (musée de Préhistoire d'Île-de-France) y muchos otros fueron restaurados (musée des beaux-arts de Lyon, palais des beaux-arts de Lille, musée des beaux-arts de Rouen, Museo de Bellas Artes de Nancy, musée la coupole dans le Pas de Calais, así como en Douai, en París con prácticamente la totalidad de los museos nacionales, y más recientemente en el musée Fabre, musée des beaux-arts d'Angers, museo de Bellas Artes de Dijon, Museo de Bellas Artes de Burdeos, Museo de Bellas Artes de Marsella, musée de Picardie, museo de Bellas Artes de Nantes, etc). Estas construcciones de nuevos lugares y esas restauraciones causaron un fuerte aumento de la asistencia (260 000 visitantes en Grenoble ocho meses después de su apertura). Los nuevos centros de arte (Le Magasin de Grenoble, Les Abattoirs de Toulouse o el CAPC de Burdeos, etc.) son espacios enormes, perfectamente adaptados a la recepción temporal de obras de una gran diversidad formal; mientras que los FRAC están siendo poco a poco equipados con estructuras permanentes. 

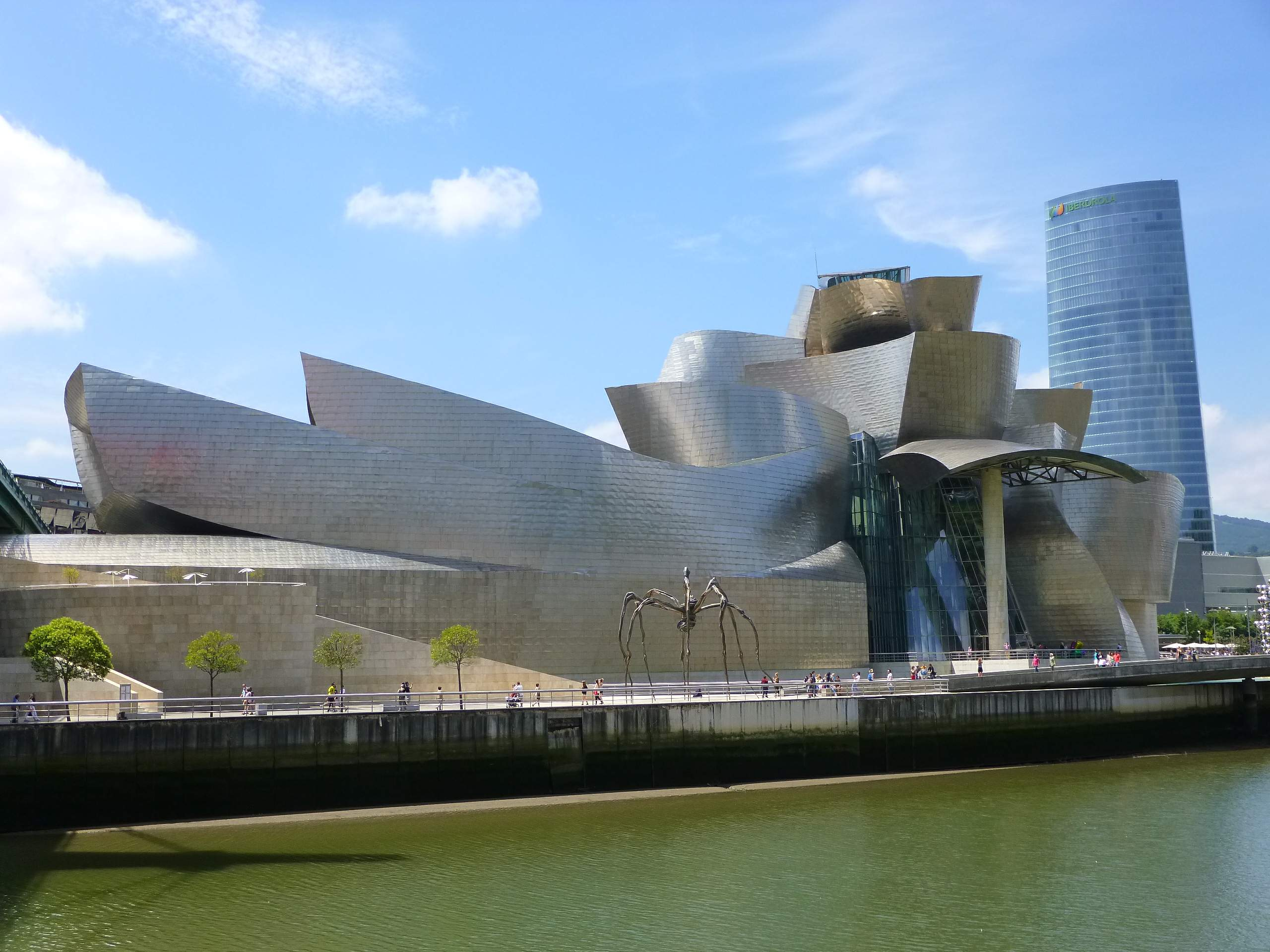
Museo Guggenheim de Bilbao, inaugurado en 1997, otro hito en los museos de arquitectos renombrados.

Desde la década de 1990, la creación, renovación y desarrollo de museos y, más en general, del sector cultural, acompañaron la reconversión de ciertas regiones de industrias viejas devastadas por la crisis en la década de 1970: el Château de la Verrerie (reacondicionado en 1971 como Musée de l'Homme et de l'Industrie, l’Écomusée, en Le Creusot), el LaM (inaugurado en 1983 en Lille), la Galería de Arte Moderno de Glasgow (inaugurada en 1996 en Escocia), el Museo Guggenheim de Bilbao (inaugurado en 1997 en el País Vasco español), el Museo de Bellas Artes de Valenciennes, La Piscine (inaugurada en 2001 en Roubaix) y, más recientemente, el Centre Pompidou-Metz (inaugurado en 2010 en Metz) o el Museo Louvre-Lens (inaugurado en 2012 en Lens).

## Clases de museos
La clasificación de los museos es útil para fines organizativos y estadísticos. A fin de establecer a qué tipo pertenece cada museo se atiende a varios criterios: titularidad, ámbito geográfico de cobertura de las colecciones y contenido temático de las propias colecciones.
El Consejo Internacional de Museos (ICOM) estableció una clasificación según el contenido temático de las colecciones en siete categorías:

### Museos de arte

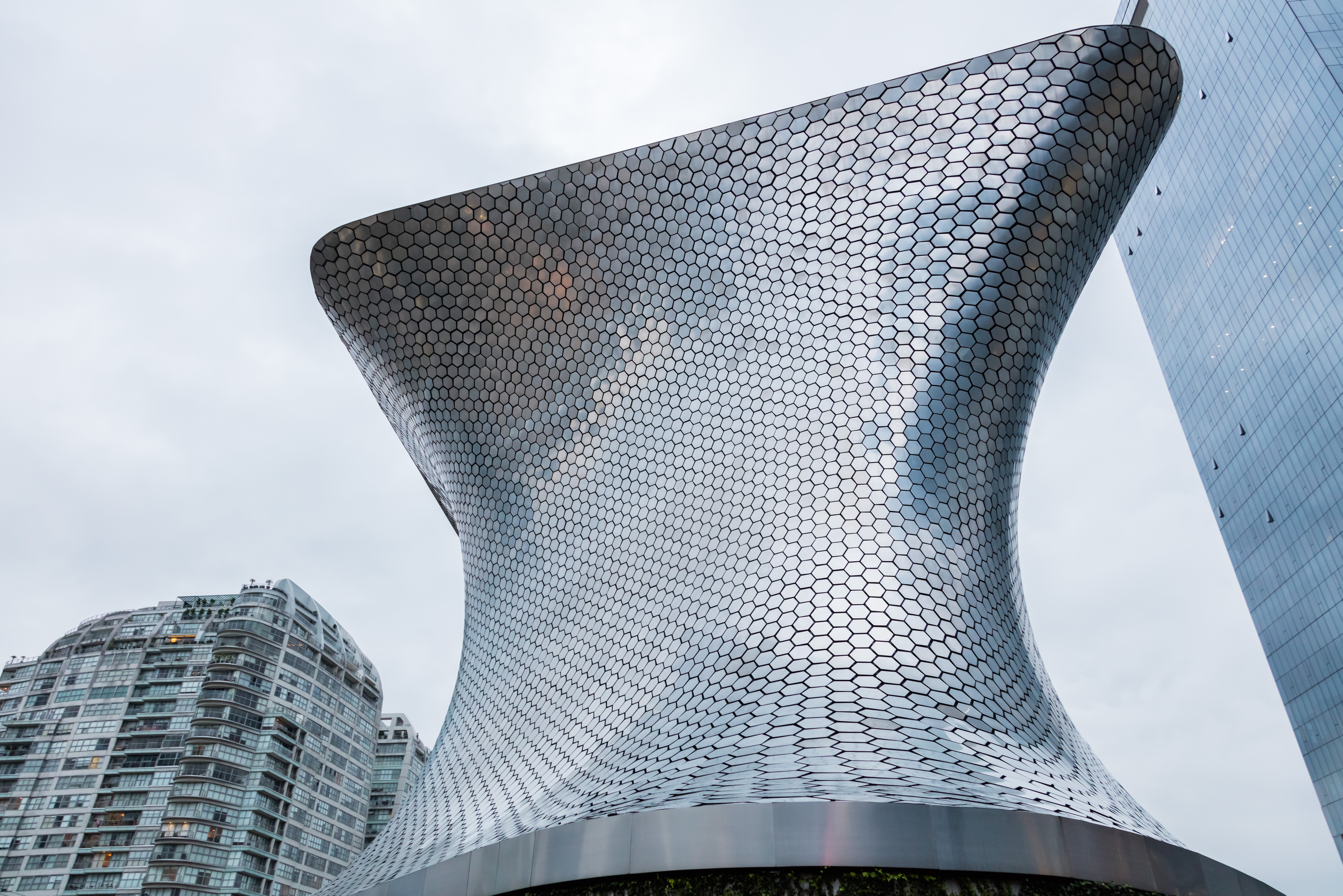
Museo Soumaya, Ciudad de México

Una galería de arte o museo de arte es un espacio para la exhibición y promoción del arte, especialmente del arte visual, y principalmente pintura y escultura, de forma similar a un museo (pinacoteca, gliptoteca, etc.)
El concepto también se usa para designar el establecimiento que, además de exhibir y promocionar obras de arte, se dedica a su venta, siendo entonces por lo general un espacio más reducido (equivalente a cualquier otro local comercial) y limitando el periodo de exhibición a un tiempo determinado, pasado el cual se desmonta la "exposición" y se monta una nueva. El oficio y técnica de su gestión se denomina galerismo.
En esta categoría es posible caracterizar a los Museos de Reproducciones plásticas, en los cuales las obras exhibidas son réplicas de trabajos originales, realizadas con la finalidad de lograr un acercamiento entre las personas y las obras, por medio de una reproducción de la misma.

### Museos de historia natural

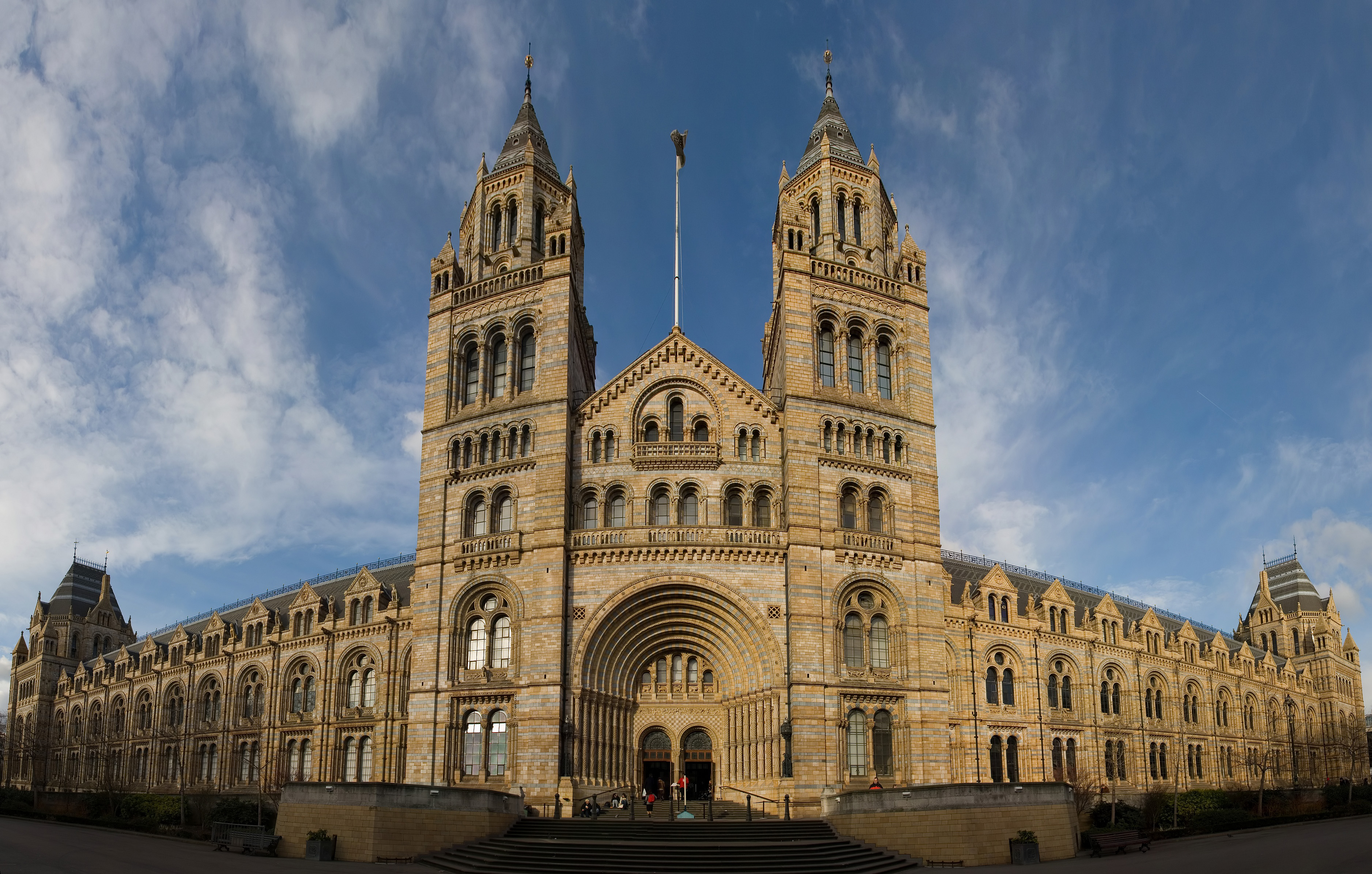
Museo de Historia Natural de Londres

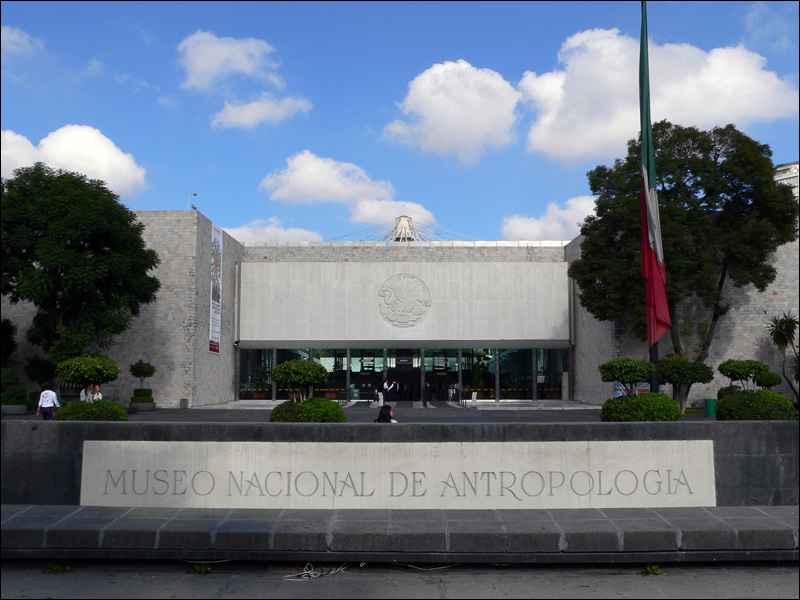
Museo Nacional de Antropología (México).

Los museos de historia natural y ciencias naturales suelen exhibir especímenes y muestras provenientes del mundo natural. El enfoque está en la naturaleza y la cultura. Las exposiciones pueden educar al público acerca de la paleontología, la historia antigua y la antropología. La evolución biológica, las cuestiones ambientales y la biodiversidad son las principales áreas en museos de ciencias naturales.
Entre los museos de historia natural más famosos del mundo se cuentan ejemplos como los de Londres, Berlín, París, Bruselas, Madrid, Viena, Washington, Nueva York, Pittsburgh o Chicago. Son centros de estudio e investigación que han contribuido poderosa y eficazmente al desarrollo de la ciencia así como también han aportado importantes espacios de trabajo para intelectuales que han colocado estos institutos científicos en un alto nivel de rendimiento.

### Museos arqueológicos

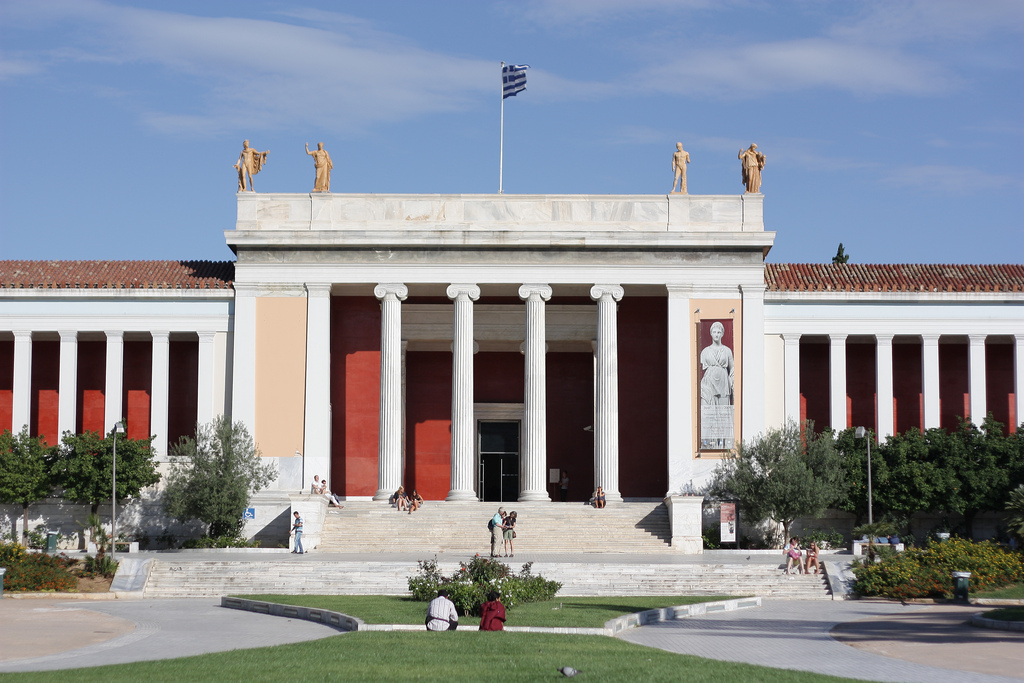
Museo Arqueológico Nacional (Atenas).

Los museos arqueológicos son instituciones que investigan, conservan, exponen e informan acerca del patrimonio arqueológico, entendido este como aquellos vestigios producto de la actividad humana y aquellos restos orgánicos e inorgánicos que, mediante los métodos y técnicas propios de la arqueología y otras ciencias afines, permiten reconstruir y dar a conocer los orígenes y las trayectorias socioculturales pasadas y garantizan su conservación y restauración.
Entre sus actividades se encuentran realizar investigaciones arqueológicas, así como a conservar, sistematizar, analizar, comprender, exponer y explicar los objetos arqueológicos que constituyen parte importante del patrimonio cultural del pasado.

### Museos monográficos

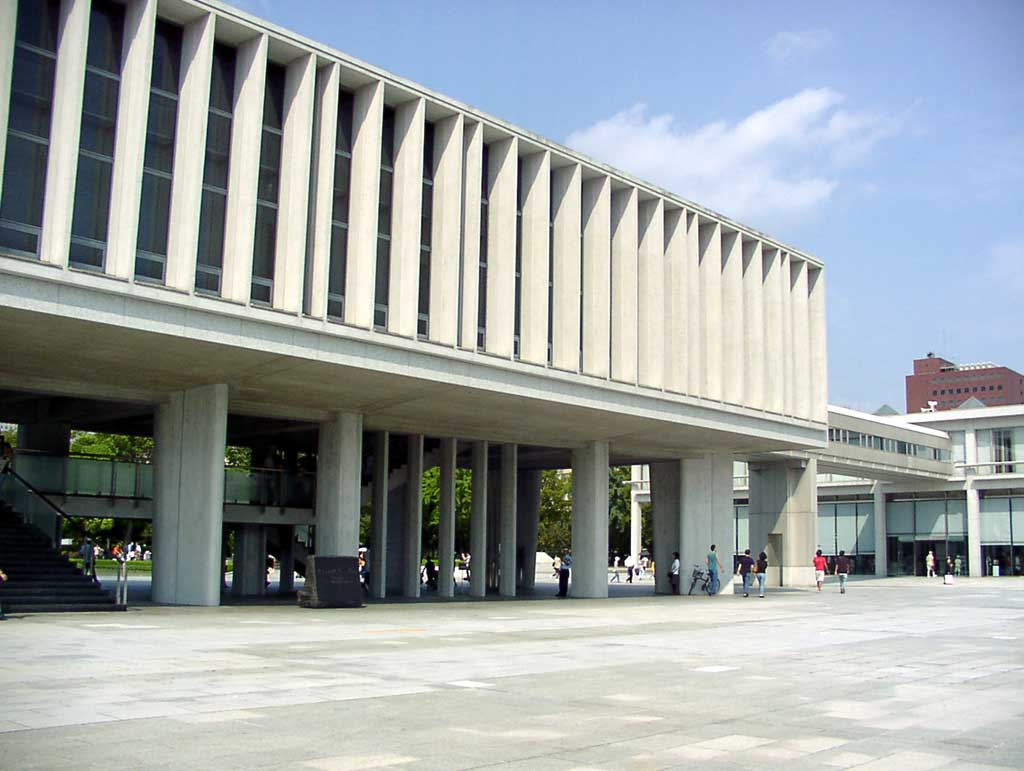
Museo Memorial de la Paz (Hiroshima).

La gran mayoría son de titularidad regional y explotados a escala local, aunque también aparecen museos de titularidad estatal con gestión regional. Su cometido es divulgar y estudiar aquellos hechos socioculturales más relevantes, de un pasado más o menos remoto, y que han sido de singularidad en el devenir histórico de una región o comunidad. 
Por regla general suelen tratarse de colecciones sobre aspectos muy concretos, y donde la donación de vestigios toma buena parte a veces. De alguna forma se trata de rescatar y registrar aspectos culturales, las actividades cotidianas o hechos de una región para remarcarlos mediante la divulgación en estos centros. Museos etnográficos, centros de interpretación, etc.[cita requerida]

### Museos históricos

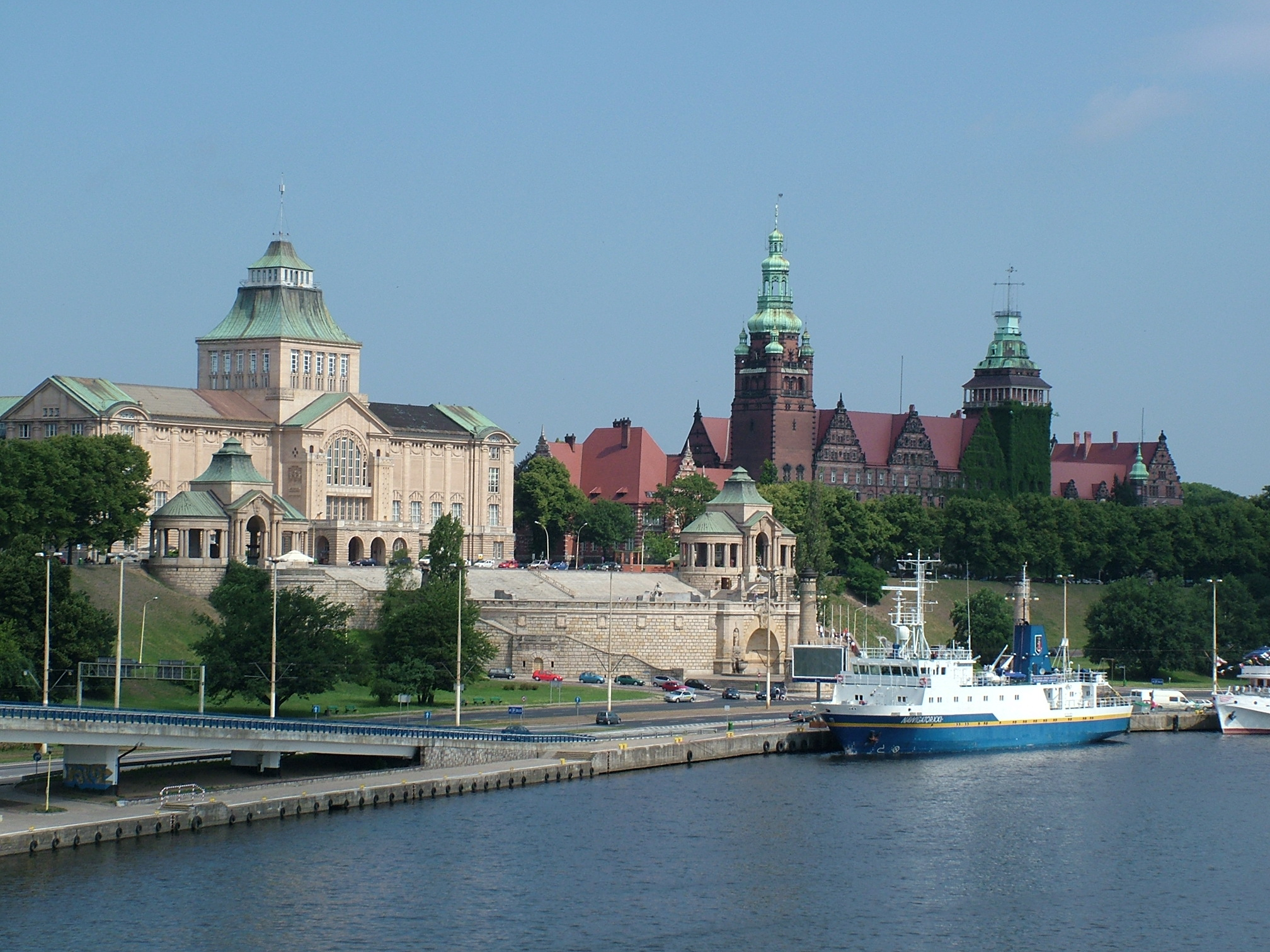
Museo Marítimo de Szczecin, Polonia.

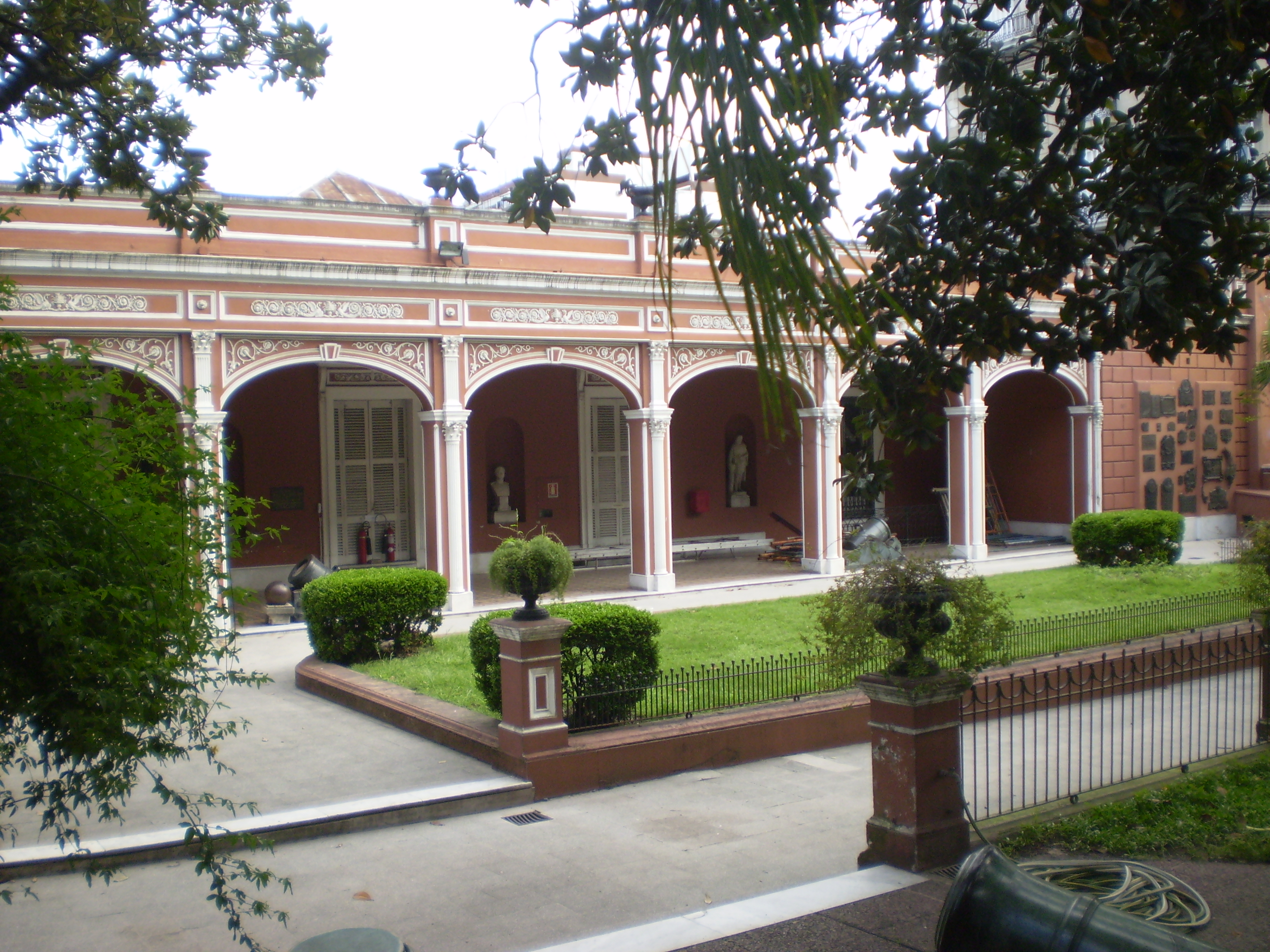
Museo Histórico Nacional (Buenos Aires).

Los museos históricos o de Historia son todos aquellos cuyas colecciones han sido concebidas y presentadas dentro de una perspectiva histórica. Algunos cubren aspectos especializados como los relativos a una localidad determinada, mientras otros son más generales. Estos museos contienen una variedad de objetos, incluidos los documentos, artefactos de todo tipo, arte, objetos arqueológicos. Los museos de antigüedades están más especializados en los hallazgos arqueológicos. 
Según la UNESCO, «en esta categoría están comprendidos los museos, las viviendas y los monumentos históricos de los museos al aire libre que evocan o ilustran ciertos acontecimientos de la historia nacional».
Un tipo común de museo de historia es una casa histórica. Una casa histórica puede ser un edificio de especial interés arquitectónico, lugar de nacimiento o casa de una persona famosa, o simplemente un edificio con una ubicación privilegiada como la Casa de la Historia Europea localizada en el barrio europeo de Bruselas. 
Los sitios históricos también pueden convertirse en museos, en particular los que marcan los delitos públicos, como S-21 o la isla de Robben. Otro tipo de museo de historia es el museo viviente. Un museo vivo donde la gente puede recrear un período de tiempo, incluidos los edificios, la ropa y el idioma. Es similar a la recreación histórica.

### Museos de ciencia y tecnología

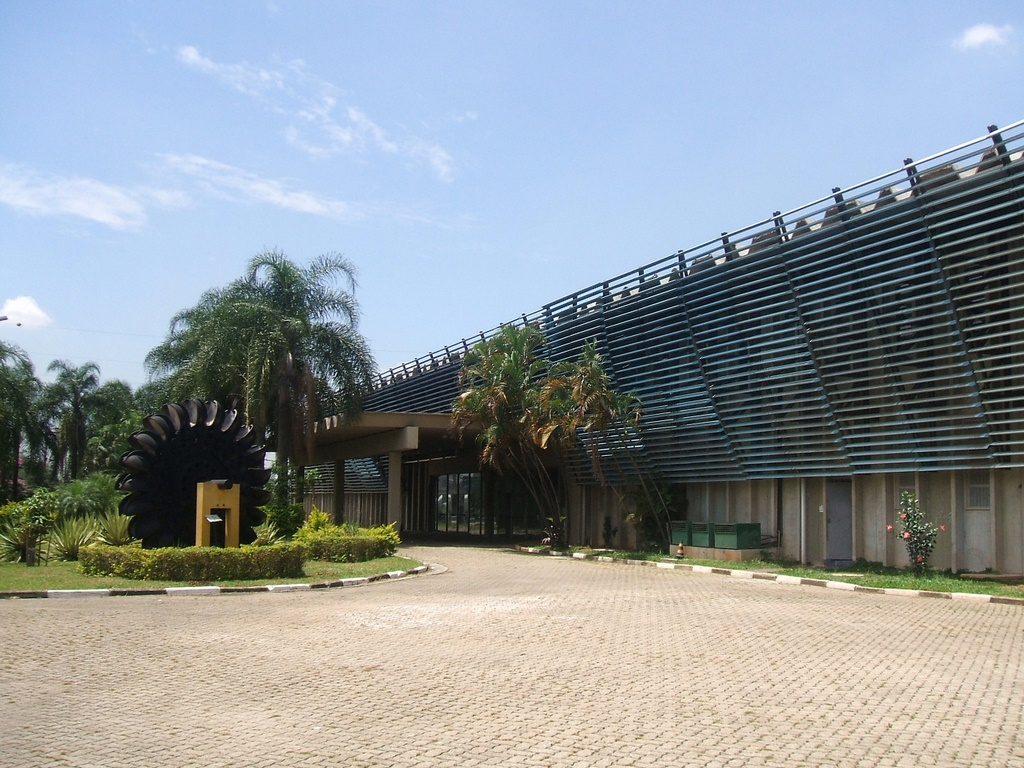
Museo de Tecnología (São Paulo).

Los museos de ciencia y tecnología giran en torno a los logros científicos y técnicos y su historia. Algunos museos pueden tener exposiciones monográficas sobre temas tales como la informática, la aviación, los ferrocarriles, la física o la astronomía.
Los museos de ciencias, en particular, suelen tener demostraciones de algunos principios físicos, muchas interactivas, o puede consistir en planetarios, con un espacio de exposición, por lo general en torno a una cúpula. Estos museos pueden tener salas IMAX, que permiten la visualización en 3D o calidad superior de imagen.
Los museos virtuales, son por lo general los sitios web pertenecientes a los museos reales y que contiene galerías de fotos de elementos encontrados en los museos reales. Esta nueva presentación es muy útil para personas que viven lejos que desean ver el contenido de estos museos.

### Museos de la agricultura y de los productos del suelo

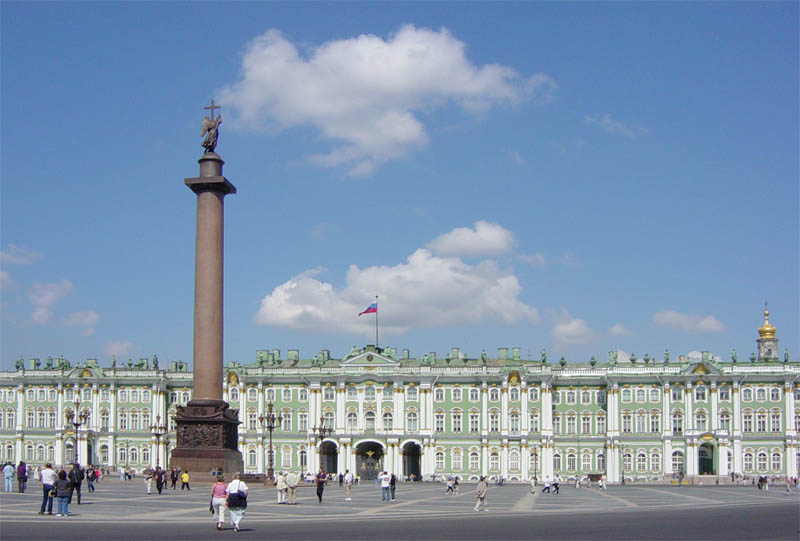
Museo del Hermitage (San Petersburgo).

## Funcionamiento

### Accesibilidad

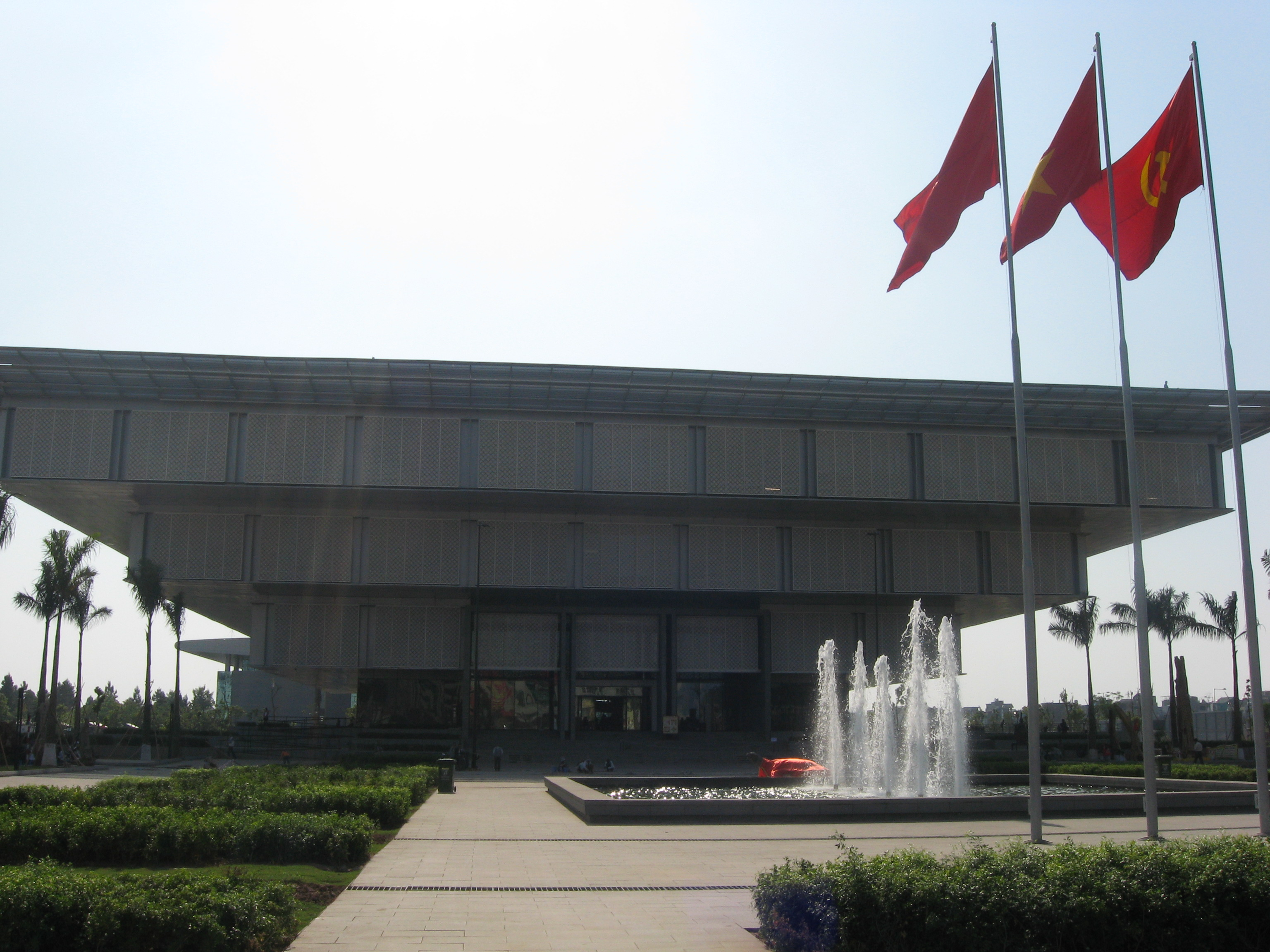
Museo de Hanói (Vietnam).

Los museos, especialmente los alojados en edificios antiguos, pueden presentar barreras arquitectónicas que impiden que las personas con movilidad reducida puedan acceder. Estas barreras se justifican con el valor patrimonial del edificio o conservación del aspecto original.
Para que un museo o galería de arte sea accesible, debe presentar las zonas de circulación diferenciadas de las de exposición mediante la combinación de diferentes texturas y colores en el pavimento. En las distintas dependencias, se deben mostrar planos esquemáticos en altorrelieve, sistema braille y buen contraste visual, para facilitar el reconocimiento de los espacios y su distribución. Deben instalar bucles magnéticos que mejoren la señal auditiva para las personas hipoacúsicas o con implante coclear.
Los museos y salas de exposiciones deben permitir la accesibilidad física a las colecciones facilitando incluso el tacto cuando sea posible sin dañar los originales o realizando maquetas que permitan identificar el contenido.
Los museos deben disponer de audioguías adaptadas para personas ciegas y deficientes visuales. Este sistema consiste en un reproductor digital, con teclado adaptado para poder seleccionar las distintas opciones y sistema de auriculares para permitir tener las manos libres y poder tocar las piezas accesibles. En este dispositivo estará grabada la información necesaria para desplazarse por el recorrido y las audiodescripciones de las piezas seleccionadas. Para cubrir las necesidades de las personas sordas, existe un reproductor similar llamado signoguía, en el que la información de las obras del museo, es mostrada mediante vídeos en lengua de signos y subtitulados. En los museos o salas de exposiciones donde la explicación de la colección la realice un guía, este deberá tener conocimientos de lengua de signos o contar con un Intérprete de L.S.E.

### Seguridad

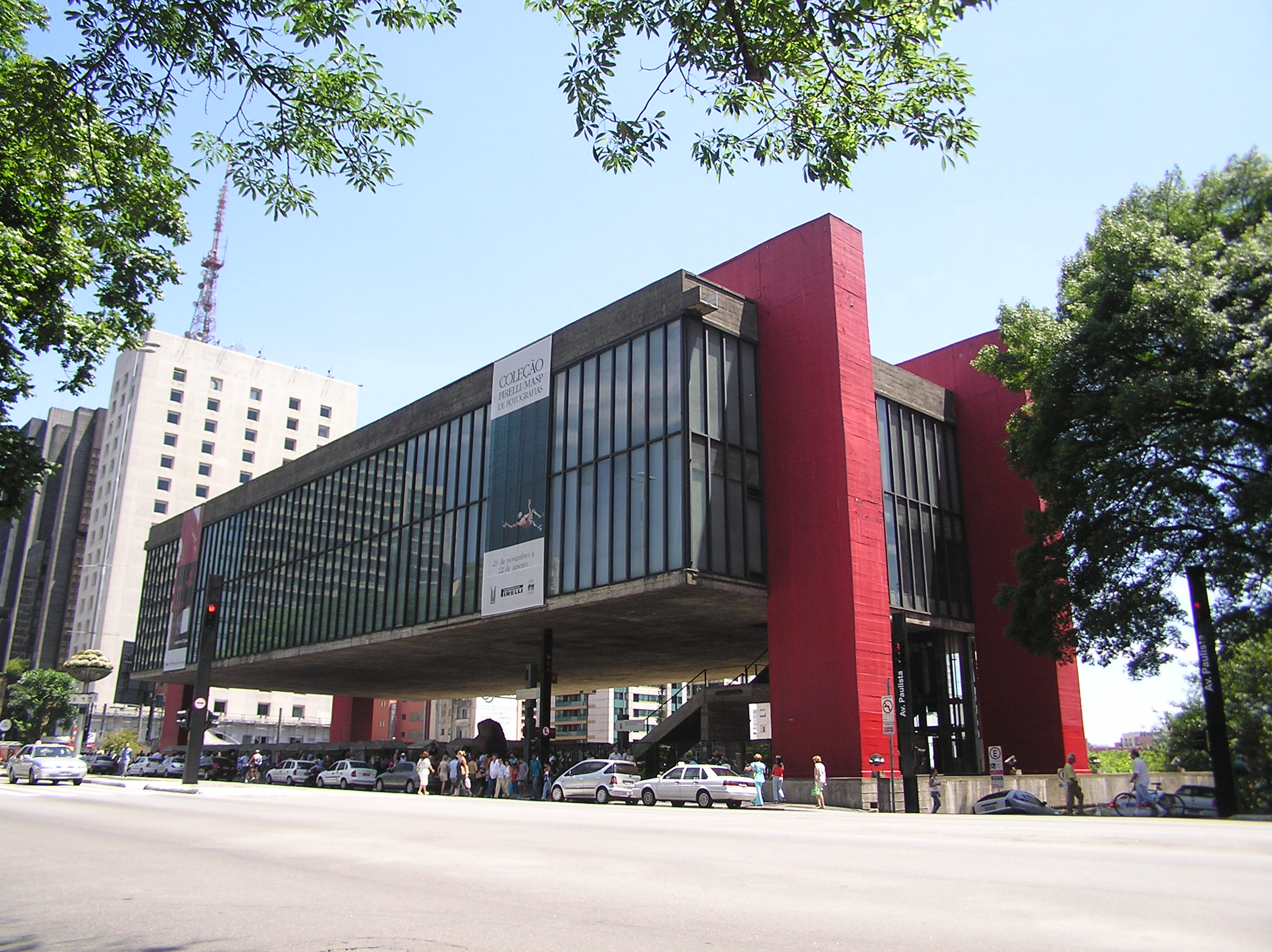
Museo de Arte (São Paulo).

Los museos actuales cuentan con varias medidas de seguridad para proteger sus contenidos (en función de su presupuesto):
- Circuito cerrado de televisión: cámaras de seguridad que graban constantemente las salas del museo.
- Vitrinas: protegen cuadros y esculturas del exterior, además de mantenerlas a una temperatura constante.
- Infrarrojos pasivos: captan fuentes de emisión de calor, por ejemplo, el cuerpo humano.
- Detectores volumétricos: registran desde la presencia de intrusos hasta los cambios de temperatura.
- Cortinas de rayos láser: haces de luz constante que protegen lo exhibido.
- Campos magnéticos: detectan cuando algo los atraviesa.
- Detectores de peso: protegen detectando las variaciones del peso de lo que hay sobre ellos, activando la alarma.
- Detectores de humo y demás artefactos para prevenir incendios.
- Perros entrenados para detectar bombas.

### Expectativas de futuro

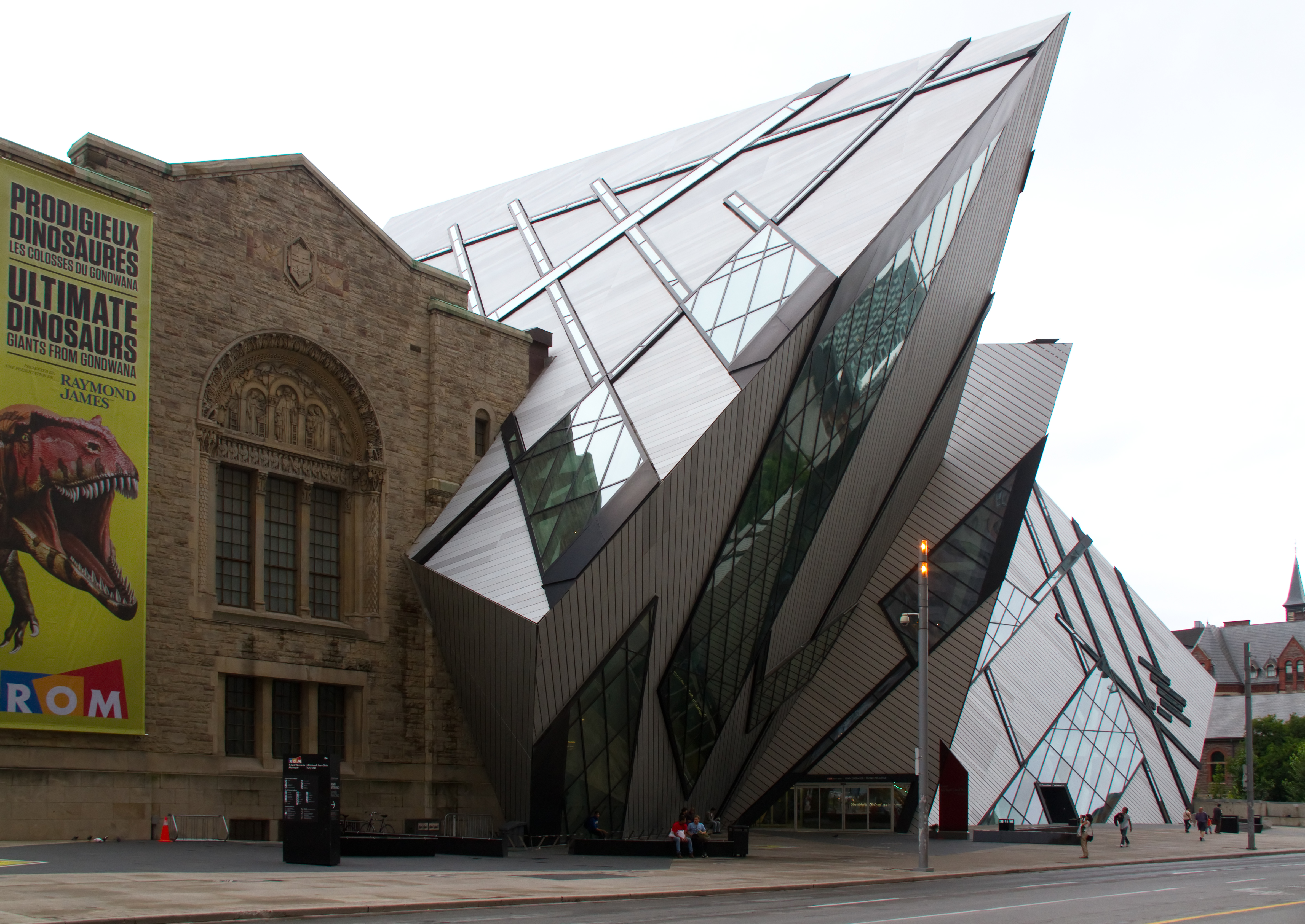
Museo Real de Ontario (Toronto).

En la actualidad, para cualquier arquitecto, la construcción de museos se ha convertido si no en una prioridad, sí en una meta profesional. Por otro lado, a nivel político, en los países occidentales son uno de los principales referentes culturales, tendencia que comenzó en las últimas décadas del siglo pasado y que mueve a miles de turistas todos los años. No obstante, esta nueva situación no está exenta de una serie de problemas que vamos a tratar de analizar y que comenzaron a plantearse en el siglo XX:
1. Los museos, fruto de una nueva presión social, han pasado de ser meros depósitos, contenedores de unos tesoros dignos de devoción, a exigírseles una dinámica viva, cambiante, renovadora. No valen ya exposiciones que permanecen inmutables en el tiempo sino que la sociedad demanda novedades, tanto expositivas como en lo concerniente al contenido de estas. Ello ha provocado que dejen de ser lo estáticos que fueron antaño.
2. Otro aspecto fundamental que en la actualidad han ido incorporando los museos es su valor didáctico, la proyección educativa que se desprende de su visita. Muchos son los departamentos y gabinetes de didáctica aparecidos con el objetivo de difundir el contenido de las colecciones. La publicación de textos didácticos, la incorporación de nuevos y mejor preparados educadores, la organización desde el museo de seminarios, cursos, congresos... es un reflejo de todo ello. «Recomponiendo el hilo que atraviesa toda la historia moderna de los museos, nos damos cuenta de que tanto hoy como en los siglos XIX y XX, lo que justifica en última instancia la institución de los museos es su compromiso permanente con la educación. La educación es consubstancial a la institución llamada museo». (BALLART, J., 2007: 215-216).
3. Imprescindible es también la dimensión científica que de él se desprende. Las investigaciones que en ellos se realizan se traducen en multitud de publicaciones de carácter científico, en revistas periódicas, monografías, etc.
4. Por otro lado, fruto de esa presión social, la participación de los visitantes es cada vez mayor. Las nuevas tecnologías,[19] especialmente las audiovisuales, están cobrando una importancia hasta hace poco inexistente como medio de difusión y conocimiento. Y un papel crucial en este sentido son las páginas web de los distintos museos, cada vez más completas, con mayor número de aplicaciones y con un atractivo especial al ser accesibles desde cualquier lugar con conexión a internet. Atractivo que por otra parte no suplirá jamás la asistencia en persona a una buena colección museográfica.
5. «Un museo lleno de visitantes es un museo que goza de buena salud.» S. Dillon Ripley. Mucho se ha hablado del valor educativo, de conservación y preservación del patrimonio, de las funciones de documentación y registro y el carácter divulgativo de los museos, pero pocas referencias expresan el enorme impacto que sobre las economías tienen estas empresas culturales. En su libro, Estrategias y márketing de museos, el autor Philip Kotler analiza, entre otros aspectos, cómo los museos se han convertido en potentes industrias capaces de generar una ingente cantidad de dinero para las economías locales, en forma de pernoctaciones de hoteles de la zona, restauración, transporte, etc. Por citar un valioso ejemplo, la exposición sobre Cézanne organizada por el Philadelphia Museum of Art en 1996 congregó a 550 000 visitantes durante un período de tres semanas, lo que generó 10 000 pernoctaciones en los hoteles y unos ingresos adicionales de 86,5 millones de euros para la ciudad.[20] Así pues, a las tradicionales funciones que se le atribuyen a los museos, cabría añadir otro papel de gran calado estratégico, desde el punto de vista económico para una ciudad. Que nadie se rasgue las vestiduras, pero lo cierto es que habrá que estar muy atento a esa capacidad asumida como motor de impulso y desarrollo de las economías locales. Sin duda, los museos se han convertido en potentes centros de gran atractivo turístico y nunca anteriormente habían logrado captar tantas audiencias. El debate planteado será el de si el nuevo rol puede desenfocar a las instituciones respecto de su misión y su discurso.

## Museo como medio de comunicación

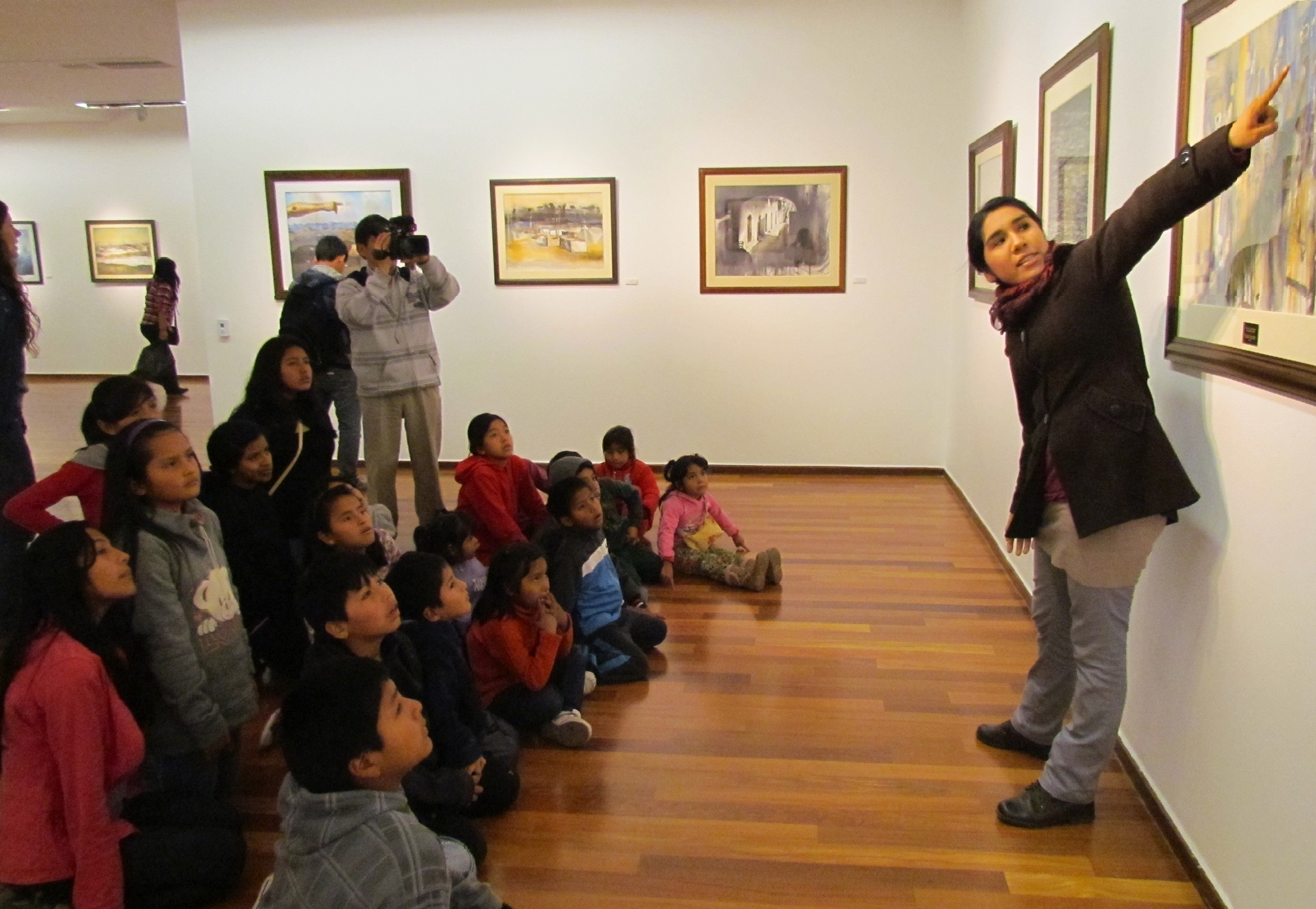
Historiadora del arte explicando el contenido y significado de una muestra de pinturas a estudiantes de primaria.

El museo es uno de los agentes de difusión directa y debe ser tomada en cuenta por su importancia con el contacto y la presencia física de estos con el público, ya que se relacionan a través de las exposiciones, los departamentos en promoción cultural, los servicios educativos y las relaciones públicas; además no pueden olvidar la variedad de públicos que los visita, sus intereses y capacidades de recepción, por eso a través de encuestas, entrevistas y seguimiento de trayectoria, se evalúan las exposiciones de los museos, pretendiendo poder mejorar y dar respuesta a las inquietudes de los visitantes.
El museo es un medio de comunicación que pone en conocimiento información al receptor, que en este caso es el visitante, o mejor dicho los visitantes, con sus diferencias, tanto de formación académica como de intereses.
Dice Rendón García, en el Universum. Museo como medio de comunicación que el museo dejó de tener como único objetivo el ser una institución que conserva los objetos, que los estudia y exhibe para que la gente los vea, para demostrar que es un medio de comunicación, que confronta los códigos de cada persona, sus valores y produce un cambio sobre las bases de los sistemas de valor propio y ajeno, las colecciones por ejemplo, de los conocimientos humanos, ya sean artísticos, históricos, científicos y técnicos, sino que también es un medio de comunicación que nos transmite este conocimiento, siendo partícipe de la educación no formal y que busca contribuir al desarrollo de la sociedad.
Es importante tener en cuenta que en los museos se lleva a cabo el proceso de comunicación, donde el museo es la fuente, el emisor es el curador con el artista, la exposición es el canal y el mensaje es la obra o el objeto expuesto y el receptor es el visitante, quien retroalimenta con sus conocimientos, sus opiniones, sus participaciones y hasta la difusión de estos museos.

## Museos más visitados del mundo
Esta sección enumera los 20 museos más visitados en 2015 compilados por AECOM y el informe anual de la Asociación de Entretenimiento Temático (Themed Entertainment Association) sobre las atracciones más visitadas del mundo. Para las cifras de 2016, puede consultarse la Lista de los museos más visitados (en inglés). Las ciudades de Londres y Washington D. C. tienen el mayor número de los 20 museos más visitados del mundo, con seis museos y cuatro museos, respectivamente.
| Puesto | Museo                                                    | Ciudad              | País                | N.º visitantes (anual) |
| ------ | -------------------------------------------------------- | ------------------- | ------------------- | ---------------------- |
| 1      | Louvre                                                   | París               | Francia             | 8 600 000              |
| 2      | Museo nacional de China                                  | Beijing             | China               | 7 290 000              |
| 3      | Museo Nacional de Historia Natural de los Estados Unidos | Washington D. C.    | Estados Unidos      | 6 900 000              |
| 4      | Museo Nacional del Aire y el Espacio de Estados Unidos   | Washington D. C.    | Estados Unidos      | 6 900 000              |
| 5      | British Museum                                           | Londres             | Reino Unido         | 6 820 686              |
| 6      | The Metropolitan Museum of Art                           | New York City       | Estados Unidos      | 6 533 106              |
| 7      | Museos Vaticanos                                         | Ciudad del Vaticano | Ciudad del Vaticano | 6 002 251              |
| 8      | Shanghai Science and Technology Museum                   | Shanghái            | China               | 5 948 000              |
| 9      | National Gallery                                         | Londres             | Reino Unido         | 5 908 254              |
| 10     | Museo Nacional del Palacio                               | Taipéi              | República de China  | 5 301 860              |
| 11     | Museo de Historia Natural de Londres                     | Londres             | Reino Unido         | 5 284 023              |
| 12     | Museo Americano de Historia Natural                      | Nueva York          | Estados Unidos      | 5 000 000              |
| 13     | Tate Modern                                              | Londres             | Reino Unido         | 4 712 581              |
| 14     | National Gallery of Art                                  | Washington D. C.    | Estados Unidos      | 4 104 331              |
| 15     | Museo Nacional de Historia Estadounidense (Washington)   | Washington D. C.    | Estados Unidos      | 4 100 000              |
| 16     | Museo del Hermitage                                      | San Petersburgo     | Rusia               | 3 668 031              |
| 17     | Musée d'Orsay                                            | París               | Francia             | 3 440 000              |
| 18     | Victoria and Albert Museum                               | Londres             | Reino Unido         | 3 432 325              |
| 19     | Museo de Ciencias de Londres                             | Londres             | Reino Unido         | 3 356 212              |
| 20     | Museo Nacional Centro de Arte Reina Sofía                | Madrid              | España              | 3 249 591              |